# Lista över fornlämningar i Vara kommun
Lista över fornlämningar i Vara kommun är en förteckning av ett urval av de fornlämningar som finns i Vara kommun.

## Edsvära
| Namn                                    | Lämningstyp                 | Tillkomsttid | Historisk indelning    | Plats | Läge                 | ID-nr          | Bild                                      |
| --------------------------------------- | --------------------------- | ------------ | ---------------------- | ----- | -------------------- | -------------- | ----------------------------------------- |
| Edsvära 2:1                             | Hög                         |              | Edsvära, Västergötland |       | 58.233509, 13.211230 | 10187600020001 | Ladda upp en bild av detta fornminne      |
| Edsvära 3:1                             | Stenkrets                   |              | Edsvära, Västergötland |       | 58.232944, 13.210895 | 10187600030001 | Ladda upp en bild av detta fornminne      |
| Edsvära 3:2                             | Stenkrets                   |              | Edsvära, Västergötland |       | 58.233366, 13.210368 | 10187600030002 | Ladda upp en bild av detta fornminne      |
| Edsvära 3:3                             | Stensättning                |              | Edsvära, Västergötland |       | 58.233277, 13.210470 | 10187600030003 | Ladda upp en bild av detta fornminne      |
| Edsvära 4:1                             | Hög                         |              | Edsvära, Västergötland |       | 58.234786, 13.212246 | 10187600040001 | Ladda upp en bild av detta fornminne      |
| Edsvära 4:2                             | Stensättning                |              | Edsvära, Västergötland |       | 58.234663, 13.212013 | 10187600040002 | Ladda upp en bild av detta fornminne      |
| Edsvära 5:1                             | Stensättning                |              | Edsvära, Västergötland |       | 58.232944, 13.224560 | 10187600050001 | Ladda upp en bild av detta fornminne      |
| Edsvära 5:2                             | Stensättning                |              | Edsvära, Västergötland |       | 58.233005, 13.224712 | 10187600050002 | Ladda upp en bild av detta fornminne      |
| Edsvära 6:1                             | Hög                         |              | Edsvära, Västergötland |       | 58.232742, 13.225974 | 10187600060001 | Ladda upp en bild av detta fornminne      |
| Edsvära 6:2                             | Stensättning                |              | Edsvära, Västergötland |       | 58.232602, 13.226423 | 10187600060002 | Ladda upp en bild av detta fornminne      |
| Edsvära 7:1                             | Stensättning                |              | Edsvära, Västergötland |       | 58.234041, 13.224884 | 10187600070001 | Ladda upp en bild av detta fornminne      |
| Edsvära 7:2                             | Stensättning                |              | Edsvära, Västergötland |       | 58.234474, 13.224997 | 10187600070002 | Ladda upp en bild av detta fornminne      |
| Edsvära 11:1                            | Stensättning                |              | Edsvära, Västergötland |       | 58.230512, 13.220720 | 10187600110001 | Ladda upp en bild av detta fornminne      |
| Edsvära 12:1                            | Stensättning                |              | Edsvära, Västergötland |       | 58.231101, 13.219237 | 10187600120001 | Ladda upp en bild av detta fornminne      |
| Edsvära 13:1                            | Stensättning                |              | Edsvära, Västergötland |       | 58.231401, 13.218259 | 10187600130001 | Ladda upp en bild av detta fornminne      |
| Edsvära 14:1                            | Gravfält                    |              | Edsvära, Västergötland |       | 58.231895, 13.216826 | 10187600140001 | Ladda upp en bild av detta fornminne      |
| Brumanne stenar (Edsvära 15:1)          | Gravfält                    |              | Edsvära, Västergötland |       | 58.222045, 13.193191 | 10187600150001 | Ladda upp en bild av detta fornminne      |
| Edsvära 16:1                            | Stensättning                |              | Edsvära, Västergötland |       | 58.221821, 13.192117 | 10187600160001 | Ladda upp en bild av detta fornminne      |
| Edsvära 16:2                            | Stensättning                |              | Edsvära, Västergötland |       | 58.221797, 13.191867 | 10187600160002 | Ladda upp en bild av detta fornminne      |
| Edsvära 17:1                            | Hög                         |              | Edsvära, Västergötland |       | 58.230227, 13.207189 | 10187600170001 | Ladda upp en bild av detta fornminne      |
| Edsvära 18:1                            | Stensättning                |              | Edsvära, Västergötland |       | 58.238141, 13.212394 | 10187600180001 | Ladda upp en bild av detta fornminne      |
| Klädakullen (Edsvära 19:1)              | Stenkammargrav              |              | Edsvära, Västergötland |       | 58.237868, 13.201098 | 10187600190001 | Ladda upp en bild av detta fornminne      |
| Härlingstorpstenen/Vg 61 (Edsvära 20:1) | Runristning                 |              | Edsvära, Västergötland |       | 58.252538, 13.204485 | 10187600200001 | Ladda upp en till bild av detta fornminne |
| Edsvära 21:1                            | Stensättning                |              | Edsvära, Västergötland |       | 58.248412, 13.191270 | 10187600210001 | Ladda upp en bild av detta fornminne      |
| Edsvära 27:1                            | Stenkrets                   |              | Edsvära, Västergötland |       | 58.225266, 13.169914 | 10187600270001 | Ladda upp en bild av detta fornminne      |
| Edsvära 27:2                            | Grav markerad av sten/block |              | Edsvära, Västergötland |       | 58.225182, 13.169746 | 10187600270002 | Ladda upp en bild av detta fornminne      |
| Edsvära 27:3                            | Hög                         |              | Edsvära, Västergötland |       | 58.225081, 13.170074 | 10187600270003 | Ladda upp en bild av detta fornminne      |
| Edsvära 29:1                            | Begravningsplats            |              | Edsvära, Västergötland |       | 58.225231, 13.168284 | 10187600290001 | Ladda upp en bild av detta fornminne      |
| Edsvära 29:2                            | Kyrka/kapell                |              | Edsvära, Västergötland |       | 58.225250, 13.168357 | 10187600290002 | Ladda upp en bild av detta fornminne      |
| Edsvära 30:1                            | Hög                         |              | Edsvära, Västergötland |       | 58.242840, 13.180925 | 10187600300001 | Ladda upp en bild av detta fornminne      |
| Edsvära 32:1                            | Stensättning                |              | Edsvära, Västergötland |       | 58.213576, 13.226403 | 10187600320001 | Ladda upp en bild av detta fornminne      |
| Edsvära 32:3                            | Stensättning                |              | Edsvära, Västergötland |       | 58.213357, 13.226752 | 10187600320003 | Ladda upp en bild av detta fornminne      |
| Edsvära 33:1                            | Stenkrets                   |              | Edsvära, Västergötland |       | 58.216696, 13.210026 | 10187600330001 | Ladda upp en bild av detta fornminne      |
| Edsvära 33:2                            | Stensättning                |              | Edsvära, Västergötland |       | 58.216717, 13.210267 | 10187600330002 | Ladda upp en bild av detta fornminne      |
| Edsvära 33:3                            | Grav markerad av sten/block |              | Edsvära, Västergötland |       | 58.217030, 13.209883 | 10187600330003 | Ladda upp en bild av detta fornminne      |
| Edsvära 36:1                            | Minnesmärke                 |              | Edsvära, Västergötland |       | 58.207278, 13.231718 | 10187600360001 | Ladda upp en bild av detta fornminne      |
| Edsvära 37:1                            | Stensättning                |              | Edsvära, Västergötland |       | 58.206550, 13.231650 | 10187600370001 | Ladda upp en bild av detta fornminne      |
| Edsvära 38:1                            | Begravningsplats            |              | Edsvära, Västergötland |       | 58.205424, 13.231948 | 10187600380001 | Ladda upp en bild av detta fornminne      |
| Ballstorps kyrkoruin (Edsvära 38:2)     | Kyrka/kapell                |              | Edsvära, Västergötland |       | 58.205440, 13.232063 | 10187600380002 | Ladda upp en till bild av detta fornminne |
| Vg 62 (Edsvära 39:1)                    | Runristning                 |              | Edsvära, Västergötland |       | 58.205359, 13.231577 | 10187600390001 | Ladda upp en till bild av detta fornminne |
| Edsvära 41:1                            | Stensättning                |              | Edsvära, Västergötland |       | 58.202746, 13.236144 | 10187600410001 | Ladda upp en bild av detta fornminne      |
| Edsvära 41:2                            | Stensättning                |              | Edsvära, Västergötland |       | 58.202883, 13.236328 | 10187600410002 | Ladda upp en bild av detta fornminne      |
| Edsvära 42:1                            | Stensättning                |              | Edsvära, Västergötland |       | 58.200855, 13.237869 | 10187600420001 | Ladda upp en bild av detta fornminne      |
| Edsvära 42:2                            | Stensättning                |              | Edsvära, Västergötland |       | 58.200992, 13.238200 | 10187600420002 | Ladda upp en bild av detta fornminne      |
| Edsvära 43:1                            | Stensättning                |              | Edsvära, Västergötland |       | 58.198489, 13.232812 | 10187600430001 | Ladda upp en bild av detta fornminne      |
| Edsvära 43:2                            | Stensättning                |              | Edsvära, Västergötland |       | 58.198127, 13.233222 | 10187600430002 | Ladda upp en bild av detta fornminne      |
| Edsvära 45:1                            | Stensättning                |              | Edsvära, Västergötland |       | 58.197518, 13.226450 | 10187600450001 | Ladda upp en bild av detta fornminne      |
| Edsvära 46:1                            | Stensättning                |              | Edsvära, Västergötland |       | 58.195789, 13.225150 | 10187600460001 | Ladda upp en bild av detta fornminne      |
| Edsvära 52:1                            | Grav markerad av sten/block |              | Edsvära, Västergötland |       | 58.239666, 13.193512 | 10187600520001 | Ladda upp en bild av detta fornminne      |
| Edsvära 53:1                            | Stensättning                |              | Edsvära, Västergötland |       | 58.238577, 13.217031 | 10187600530001 | Ladda upp en bild av detta fornminne      |
| Edsvära 53:2                            | Stensättning                |              | Edsvära, Västergötland |       | 58.238676, 13.217112 | 10187600530002 | Ladda upp en bild av detta fornminne      |
| Edsvära 54:1                            | Stensättning                |              | Edsvära, Västergötland |       | 58.216355, 13.292209 | 10187600540001 | Ladda upp en bild av detta fornminne      |
| Edsvära 55:1                            | Hög                         |              | Edsvära, Västergötland |       | 58.213971, 13.295924 | 10187600550001 | Ladda upp en bild av detta fornminne      |
| Edsvära 57:1                            | Gravfält                    |              | Edsvära, Västergötland |       | 58.212044, 13.299432 | 10187600570001 | Ladda upp en bild av detta fornminne      |
| Edsvära 58:1                            | Stensättning                |              | Edsvära, Västergötland |       | 58.211161, 13.300730 | 10187600580001 | Ladda upp en bild av detta fornminne      |
| Edsvära 58:2                            | Stensättning                |              | Edsvära, Västergötland |       | 58.211081, 13.300552 | 10187600580002 | Ladda upp en bild av detta fornminne      |
| Edsvära 60:1                            | Hällristning                |              | Edsvära, Västergötland |       | 58.258736, 13.161962 | 10187600600001 | Ladda upp en bild av detta fornminne      |
| Edsvära 61:1                            | Stensättning                |              | Edsvära, Västergötland |       | 58.213929, 13.220592 | 10187600610001 | Ladda upp en bild av detta fornminne      |
| Edsvära 61:2                            | Grav markerad av sten/block |              | Edsvära, Västergötland |       | 58.214062, 13.221535 | 10187600610002 | Ladda upp en bild av detta fornminne      |
| Edsvära 62:1                            | Stensättning                |              | Edsvära, Västergötland |       | 58.195856, 13.228564 | 10187600620001 | Ladda upp en bild av detta fornminne      |
| Edsvära 62:2                            | Stensättning                |              | Edsvära, Västergötland |       | 58.195779, 13.228413 | 10187600620002 | Ladda upp en bild av detta fornminne      |
| Edsvära 62:3                            | Stensättning                |              | Edsvära, Västergötland |       | 58.195706, 13.228272 | 10187600620003 | Ladda upp en bild av detta fornminne      |
| Edsvära 64:1                            | Gravfält                    |              | Edsvära, Västergötland |       | 58.190533, 13.232047 | 10187600640001 | Ladda upp en bild av detta fornminne      |
| Edsvära 66:1                            | Stensättning                |              | Edsvära, Västergötland |       | 58.195165, 13.230777 | 10187600660001 | Ladda upp en bild av detta fornminne      |
| Edsvära 67:1                            | Stensättning                |              | Edsvära, Västergötland |       | 58.190874, 13.233099 | 10187600670001 | Ladda upp en bild av detta fornminne      |
| Edsvära 87:1                            | Hällristning                |              | Edsvära, Västergötland |       | 58.252948, 13.155594 | 10187600870001 | Ladda upp en bild av detta fornminne      |
| Edsvära 88:1                            | Stensättning                |              | Edsvära, Västergötland |       | 58.255017, 13.152391 | 10187600880001 | Ladda upp en bild av detta fornminne      |
| Edsvära 88:2                            | Stensättning                |              | Edsvära, Västergötland |       | 58.254947, 13.152685 | 10187600880002 | Ladda upp en bild av detta fornminne      |
| Edsvära 88:3                            | Stensättning                |              | Edsvära, Västergötland |       | 58.254715, 13.152554 | 10187600880003 | Ladda upp en bild av detta fornminne      |
| Edsvära 89:1                            | Hällristning                |              | Edsvära, Västergötland |       | 58.254256, 13.154627 | 10187600890001 | Ladda upp en bild av detta fornminne      |
| Edsvära 90:1                            | Stensättning                |              | Edsvära, Västergötland |       | 58.253896, 13.155015 | 10187600900001 | Ladda upp en bild av detta fornminne      |
| Edsvära 93:1                            | Hällristning                |              | Edsvära, Västergötland |       | 58.244370, 13.199594 | 10187600930001 | Ladda upp en bild av detta fornminne      |
| Edsvära 95:1                            | Hällristning                |              | Edsvära, Västergötland |       | 58.241927, 13.207369 | 10187600950001 | Ladda upp en bild av detta fornminne      |
| Edsvära 96:1                            | Stensättning                |              | Edsvära, Västergötland |       | 58.239134, 13.207855 | 10187600960001 | Ladda upp en bild av detta fornminne      |
| Edsvära 96:3                            | Stensättning                |              | Edsvära, Västergötland |       | 58.239448, 13.208182 | 10187600960003 | Ladda upp en bild av detta fornminne      |
| Edsvära 97:1                            | Hällristning                |              | Edsvära, Västergötland |       | 58.239907, 13.209244 | 10187600970001 | Ladda upp en bild av detta fornminne      |
| Edsvära 98:1                            | Hällristning                |              | Edsvära, Västergötland |       | 58.237783, 13.212421 | 10187600980001 | Ladda upp en bild av detta fornminne      |
| Edsvära 104:1                           | Stenkrets                   |              | Edsvära, Västergötland |       | 58.232536, 13.216765 | 10187601040001 | Ladda upp en bild av detta fornminne      |
| Edsvära 105:1                           | Hällristning                |              | Edsvära, Västergötland |       | 58.235306, 13.225561 | 10187601050001 | Ladda upp en bild av detta fornminne      |
| Edsvära 107:1                           | Stensättning                |              | Edsvära, Västergötland |       | 58.233020, 13.228076 | 10187601070001 | Ladda upp en bild av detta fornminne      |
| Edsvära 108:1                           | Hög                         |              | Edsvära, Västergötland |       | 58.232544, 13.228208 | 10187601080001 | Ladda upp en bild av detta fornminne      |
| Edsvära 109:1                           | Stensättning                |              | Edsvära, Västergötland |       | 58.231372, 13.227644 | 10187601090001 | Ladda upp en bild av detta fornminne      |
| Edsvära 110:1                           | Stensättning                |              | Edsvära, Västergötland |       | 58.228013, 13.228610 | 10187601100001 | Ladda upp en bild av detta fornminne      |
| Edsvära 113:1                           | Stensättning                |              | Edsvära, Västergötland |       | 58.218776, 13.211516 | 10187601130001 | Ladda upp en bild av detta fornminne      |
| Edsvära 113:2                           | Stensättning                |              | Edsvära, Västergötland |       | 58.218771, 13.211833 | 10187601130002 | Ladda upp en bild av detta fornminne      |
| Edsvära 114:1                           | Stensättning                |              | Edsvära, Västergötland |       | 58.218409, 13.213139 | 10187601140001 | Ladda upp en bild av detta fornminne      |
| Edsvära 114:2                           | Stensättning                |              | Edsvära, Västergötland |       | 58.218513, 13.212458 | 10187601140002 | Ladda upp en bild av detta fornminne      |
| Edsvära 115:1                           | Grav markerad av sten/block |              | Edsvära, Västergötland |       | 58.217506, 13.209155 | 10187601150001 | Ladda upp en bild av detta fornminne      |
| Edsvära 116:1                           | Stensättning                |              | Edsvära, Västergötland |       | 58.215910, 13.217779 | 10187601160001 | Ladda upp en bild av detta fornminne      |
| Edsvära 143:1                           | Hög                         |              | Edsvära, Västergötland |       | 58.226020, 13.173563 | 10187601430001 | Ladda upp en bild av detta fornminne      |
| Edsvära 144:1                           | Stensättning                |              | Edsvära, Västergötland |       | 58.190130, 13.231067 | 10187601440001 | Ladda upp en bild av detta fornminne      |

## Eling
| Namn       | Lämningstyp    | Tillkomsttid | Historisk indelning  | Plats | Läge                 | ID-nr          | Bild                                 |
| ---------- | -------------- | ------------ | -------------------- | ----- | -------------------- | -------------- | ------------------------------------ |
| Eling 1:1  | Hällristning   |              | Eling, Västergötland |       | 58.169238, 12.897867 | 10188200010001 | Ladda upp en bild av detta fornminne |
| Eling 5:1  | Stenkammargrav |              | Eling, Västergötland |       | 58.172452, 12.923084 | 10188200050001 | Ladda upp en bild av detta fornminne |
| Eling 7:1  | Hällristning   |              | Eling, Västergötland |       | 58.158442, 12.939970 | 10188200070001 | Ladda upp en bild av detta fornminne |
| Eling 8:1  | Hällristning   |              | Eling, Västergötland |       | 58.160204, 12.931742 | 10188200080001 | Ladda upp en bild av detta fornminne |
| Eling 9:1  | Röse           |              | Eling, Västergötland |       | 58.162633, 12.921603 | 10188200090001 | Ladda upp en bild av detta fornminne |
| Eling 10:1 | Stenkrets      |              | Eling, Västergötland |       | 58.172897, 12.903629 | 10188200100001 | Ladda upp en bild av detta fornminne |
| Eling 10:2 | Stensättning   |              | Eling, Västergötland |       | 58.173084, 12.903921 | 10188200100002 | Ladda upp en bild av detta fornminne |
| Eling 11:1 | Röse           |              | Eling, Västergötland |       | 58.167159, 12.913555 | 10188200110001 | Ladda upp en bild av detta fornminne |
| Eling 12:1 | Stensättning   |              | Eling, Västergötland |       | 58.166244, 12.903907 | 10188200120001 | Ladda upp en bild av detta fornminne |
| Eling 13:1 | Hög            |              | Eling, Västergötland |       | 58.166436, 12.899969 | 10188200130001 | Ladda upp en bild av detta fornminne |
| Eling 23:1 | Hällristning   |              | Eling, Västergötland |       | 58.153447, 12.900995 | 10188200230001 | Ladda upp en bild av detta fornminne |
| Eling 25:1 | Hällristning   |              | Eling, Västergötland |       | 58.153660, 12.900225 | 10188200250001 | Ladda upp en bild av detta fornminne |

## Fyrunga
| Namn         | Lämningstyp                 | Tillkomsttid | Historisk indelning    | Plats | Läge                 | ID-nr          | Bild                                 |
| ------------ | --------------------------- | ------------ | ---------------------- | ----- | -------------------- | -------------- | ------------------------------------ |
| Fyrunga 1:1  | Stensättning                |              | Fyrunga, Västergötland |       | 58.266643, 13.101587 | 10190300010001 | Ladda upp en bild av detta fornminne |
| Fyrunga 1:2  | Stensättning                |              | Fyrunga, Västergötland |       | 58.266591, 13.101887 | 10190300010002 | Ladda upp en bild av detta fornminne |
| Fyrunga 1:3  | Grav markerad av sten/block |              | Fyrunga, Västergötland |       | 58.266710, 13.101917 | 10190300010003 | Ladda upp en bild av detta fornminne |
| Fyrunga 2:1  | Stensättning                |              | Fyrunga, Västergötland |       | 58.275755, 13.085603 | 10190300020001 | Ladda upp en bild av detta fornminne |
| Fyrunga 3:1  | Stensättning                |              | Fyrunga, Västergötland |       | 58.295572, 13.092864 | 10190300030001 | Ladda upp en bild av detta fornminne |
| Fyrunga 5:1  | Stensättning                |              | Fyrunga, Västergötland |       | 58.293853, 13.094509 | 10190300050001 | Ladda upp en bild av detta fornminne |
| Fyrunga 9:1  | Stensättning                |              | Fyrunga, Västergötland |       | 58.281120, 13.089822 | 10190300090001 | Ladda upp en bild av detta fornminne |
| Fyrunga 9:2  | Stensättning                |              | Fyrunga, Västergötland |       | 58.281332, 13.090021 | 10190300090002 | Ladda upp en bild av detta fornminne |
| Fyrunga 9:3  | Stensättning                |              | Fyrunga, Västergötland |       | 58.281513, 13.090148 | 10190300090003 | Ladda upp en bild av detta fornminne |
| Fyrunga 12:1 | Gravfält                    |              | Fyrunga, Västergötland |       | 58.262074, 13.117019 | 10190300120001 | Ladda upp en bild av detta fornminne |
| Fyrunga 14:1 | Gravfält                    |              | Fyrunga, Västergötland |       | 58.260797, 13.119235 | 10190300140001 | Ladda upp en bild av detta fornminne |

## Hällum
| Namn       | Lämningstyp      | Tillkomsttid | Historisk indelning   | Plats | Läge                 | ID-nr          | Bild                                 |
| ---------- | ---------------- | ------------ | --------------------- | ----- | -------------------- | -------------- | ------------------------------------ |
| Hällum 2:1 | Begravningsplats |              | Hällum, Västergötland |       | 58.321422, 13.030625 | 10193900020001 | Ladda upp en bild av detta fornminne |

## Jung
| Namn                  | Lämningstyp    | Tillkomsttid | Historisk indelning | Plats | Läge                 | ID-nr          | Bild                                      |
| --------------------- | -------------- | ------------ | ------------------- | ----- | -------------------- | -------------- | ----------------------------------------- |
| Jung 1:1              | Stenkrets      |              | Jung, Västergötland |       | 58.317848, 13.095686 | 10194700010001 | Ladda upp en till bild av detta fornminne |
| Jona kulle (Jung 2:1) | Gravfält       |              | Jung, Västergötland |       | 58.322427, 13.121449 | 10194700020001 | Ladda upp en bild av detta fornminne      |
| Jung 3:1              | Hög            |              | Jung, Västergötland |       | 58.321699, 13.121529 | 10194700030001 | Ladda upp en bild av detta fornminne      |
| Jung 47:1             | Stenkammargrav |              | Jung, Västergötland |       | 58.327309, 13.107352 | 10194700470001 | Ladda upp en bild av detta fornminne      |

## Kvänum
| Namn                        | Lämningstyp      | Tillkomsttid | Historisk indelning   | Plats | Läge                 | ID-nr          | Bild                                 |
| --------------------------- | ---------------- | ------------ | --------------------- | ----- | -------------------- | -------------- | ------------------------------------ |
| Kvänum 1:1                  | Stensättning     |              | Kvänum, Västergötland |       | 58.276562, 13.212175 | 10195900010001 | Ladda upp en bild av detta fornminne |
| Kvänum 1:2                  | Stensättning     |              | Kvänum, Västergötland |       | 58.276236, 13.211954 | 10195900010002 | Ladda upp en bild av detta fornminne |
| Kvänum 3:1                  | Stensättning     |              | Kvänum, Västergötland |       | 58.278570, 13.210459 | 10195900030001 | Ladda upp en bild av detta fornminne |
| Kvänum 3:2                  | Stensättning     |              | Kvänum, Västergötland |       | 58.278393, 13.210616 | 10195900030002 | Ladda upp en bild av detta fornminne |
| Kvänum 3:3                  | Hällristning     |              | Kvänum, Västergötland |       | 58.278448, 13.210387 | 10195900030003 | Ladda upp en bild av detta fornminne |
| Kvänum 4:2                  | Stensättning     |              | Kvänum, Västergötland |       | 58.297007, 13.238560 | 10195900040002 | Ladda upp en bild av detta fornminne |
| Kvänum 5:1                  | Stenkrets        |              | Kvänum, Västergötland |       | 58.273498, 13.183022 | 10195900050001 | Ladda upp en bild av detta fornminne |
| Kvänum 5:2                  | Stenkrets        |              | Kvänum, Västergötland |       | 58.273625, 13.183087 | 10195900050002 | Ladda upp en bild av detta fornminne |
| Kvänum 5:3                  | Stenkrets        |              | Kvänum, Västergötland |       | 58.273736, 13.183167 | 10195900050003 | Ladda upp en bild av detta fornminne |
| Kvänum 6:1                  | Stenkrets        |              | Kvänum, Västergötland |       | 58.277117, 13.193935 | 10195900060001 | Ladda upp en bild av detta fornminne |
| Kvänum 7:1                  | Hög              |              | Kvänum, Västergötland |       | 58.277522, 13.192697 | 10195900070001 | Ladda upp en bild av detta fornminne |
| Kvänum 10:1                 | Stensättning     |              | Kvänum, Västergötland |       | 58.281371, 13.187703 | 10195900100001 | Ladda upp en bild av detta fornminne |
| Kvänum 11:1                 | Hög              |              | Kvänum, Västergötland |       | 58.281926, 13.187982 | 10195900110001 | Ladda upp en bild av detta fornminne |
| Kvänum 12:1                 | Stensättning     |              | Kvänum, Västergötland |       | 58.282809, 13.188012 | 10195900120001 | Ladda upp en bild av detta fornminne |
| Kvänum 12:2                 | Stensättning     |              | Kvänum, Västergötland |       | 58.282922, 13.187891 | 10195900120002 | Ladda upp en bild av detta fornminne |
| Kvänum 12:3                 | Stensättning     |              | Kvänum, Västergötland |       | 58.283032, 13.187815 | 10195900120003 | Ladda upp en bild av detta fornminne |
| Kvänum 13:1                 | Stensättning     |              | Kvänum, Västergötland |       | 58.287900, 13.190242 | 10195900130001 | Ladda upp en bild av detta fornminne |
| Kvänum 14:1                 | Stensättning     |              | Kvänum, Västergötland |       | 58.287707, 13.190747 | 10195900140001 | Ladda upp en bild av detta fornminne |
| Kvänum 15:1                 | Stensättning     |              | Kvänum, Västergötland |       | 58.288367, 13.185242 | 10195900150001 | Ladda upp en bild av detta fornminne |
| Kvänum 18:1                 | Stensättning     |              | Kvänum, Västergötland |       | 58.276101, 13.177467 | 10195900180001 | Ladda upp en bild av detta fornminne |
| Kvänum 19:1                 | Gravfält         |              | Kvänum, Västergötland |       | 58.275601, 13.175035 | 10195900190001 | Ladda upp en bild av detta fornminne |
| Kvänum 20:1                 | Stensättning     |              | Kvänum, Västergötland |       | 58.282763, 13.179643 | 10195900200001 | Ladda upp en bild av detta fornminne |
| Kvänum 20:2                 | Hällristning     |              | Kvänum, Västergötland |       | 58.283069, 13.179549 | 10195900200002 | Ladda upp en bild av detta fornminne |
| Kvänum 21:1                 | Stensättning     |              | Kvänum, Västergötland |       | 58.283536, 13.179367 | 10195900210001 | Ladda upp en bild av detta fornminne |
| Kvänum 21:2                 | Stensättning     |              | Kvänum, Västergötland |       | 58.283435, 13.179429 | 10195900210002 | Ladda upp en bild av detta fornminne |
| Kvänum 22:1                 | Gravfält         |              | Kvänum, Västergötland |       | 58.285581, 13.180579 | 10195900220001 | Ladda upp en bild av detta fornminne |
| Kvänum 23:1                 | Stensättning     |              | Kvänum, Västergötland |       | 58.286188, 13.182655 | 10195900230001 | Ladda upp en bild av detta fornminne |
| Kvänum 24:1                 | Stensättning     |              | Kvänum, Västergötland |       | 58.286456, 13.181547 | 10195900240001 | Ladda upp en bild av detta fornminne |
| Kvänum 24:2                 | Hög              |              | Kvänum, Västergötland |       | 58.286351, 13.181398 | 10195900240002 | Ladda upp en bild av detta fornminne |
| Kvänum 24:3                 | Stensättning     |              | Kvänum, Västergötland |       | 58.286841, 13.181719 | 10195900240003 | Ladda upp en bild av detta fornminne |
| Kvänum 25:1                 | Begravningsplats |              | Kvänum, Västergötland |       | 58.297296, 13.180437 | 10195900250001 | Ladda upp en bild av detta fornminne |
| Kvänum 26:1                 | Stenkrets        |              | Kvänum, Västergötland |       | 58.289670, 13.167015 | 10195900260001 | Ladda upp en bild av detta fornminne |
| Kvänum 26:2                 | Stensättning     |              | Kvänum, Västergötland |       | 58.289686, 13.166462 | 10195900260002 | Ladda upp en bild av detta fornminne |
| Kvänum 27:1                 | Stensättning     |              | Kvänum, Västergötland |       | 58.289138, 13.166387 | 10195900270001 | Ladda upp en bild av detta fornminne |
| Kungagraven (Kvänum 28:1)   | Stenkammargrav   |              | Kvänum, Västergötland |       | 58.299078, 13.156510 | 10195900280001 | Ladda upp en bild av detta fornminne |
| Kvänum 29:1                 | Stensättning     |              | Kvänum, Västergötland |       | 58.297272, 13.158773 | 10195900290001 | Ladda upp en bild av detta fornminne |
| Kvänum 30:1                 | Stensättning     |              | Kvänum, Västergötland |       | 58.285454, 13.163293 | 10195900300001 | Ladda upp en bild av detta fornminne |
| Kvänum 30:2                 | Stensättning     |              | Kvänum, Västergötland |       | 58.285980, 13.163008 | 10195900300002 | Ladda upp en bild av detta fornminne |
| Kvänum 30:3                 | Stensättning     |              | Kvänum, Västergötland |       | 58.286203, 13.162722 | 10195900300003 | Ladda upp en bild av detta fornminne |
| Kvänum 30:4                 | Hällristning     |              | Kvänum, Västergötland |       | 58.285585, 13.163089 | 10195900300004 | Ladda upp en bild av detta fornminne |
| Kvänum 32:2                 | Stenkrets        |              | Kvänum, Västergötland |       | 58.319091, 13.167440 | 10195900320002 | Ladda upp en bild av detta fornminne |
| Kvänum 35:1                 | Hög              |              | Kvänum, Västergötland |       | 58.306953, 13.186507 | 10195900350001 | Ladda upp en bild av detta fornminne |
| Kvänum 36:1                 | Stensättning     |              | Kvänum, Västergötland |       | 58.305587, 13.184588 | 10195900360001 | Ladda upp en bild av detta fornminne |
| Kvänum 38:1                 | Stensättning     |              | Kvänum, Västergötland |       | 58.292307, 13.214858 | 10195900380001 | Ladda upp en bild av detta fornminne |
| Kvänum 39:7                 | Stenkrets        |              | Kvänum, Västergötland |       | 58.287534, 13.190535 | 10195900390007 | Ladda upp en bild av detta fornminne |
| Kvänum 40:1                 | Hällristning     |              | Kvänum, Västergötland |       | 58.288568, 13.168815 | 10195900400001 | Ladda upp en bild av detta fornminne |
| Kvänum 40:2                 | Hällristning     |              | Kvänum, Västergötland |       | 58.288615, 13.168941 | 10195900400002 | Ladda upp en bild av detta fornminne |
| Kruthusbacken (Kvänum 44:1) | Stensättning     |              | Kvänum, Västergötland |       | 58.298382, 13.176898 | 10195900440001 | Ladda upp en bild av detta fornminne |
| Kvänum 52:1                 | Hällristning     |              | Kvänum, Västergötland |       | 58.292122, 13.165790 | 10195900520001 | Ladda upp en bild av detta fornminne |
| Kvänum 52:2                 | Hällristning     |              | Kvänum, Västergötland |       | 58.292028, 13.166221 | 10195900520002 | Ladda upp en bild av detta fornminne |
| Kvänum 67:1                 | Stensättning     |              | Kvänum, Västergötland |       | 58.284661, 13.182347 | 10195900670001 | Ladda upp en bild av detta fornminne |
| Kvänum 69:1                 | Stenkrets        |              | Kvänum, Västergötland |       | 58.276504, 13.179768 | 10195900690001 | Ladda upp en bild av detta fornminne |

## Larv
| Namn                       | Lämningstyp                 | Tillkomsttid | Historisk indelning | Plats | Läge                 | ID-nr          | Bild                                      |
| -------------------------- | --------------------------- | ------------ | ------------------- | ----- | -------------------- | -------------- | ----------------------------------------- |
| Larv 1:1                   | Hög                         |              | Larv, Västergötland |       | 58.219492, 13.164617 | 10196500010001 | Ladda upp en bild av detta fornminne      |
| Larv 1:2                   | Stensättning                |              | Larv, Västergötland |       | 58.219200, 13.164786 | 10196500010002 | Ladda upp en bild av detta fornminne      |
| Larv 1:3                   | Hällristning                |              | Larv, Västergötland |       | 58.219492, 13.164617 | 10196500010003 | Ladda upp en bild av detta fornminne      |
| Vg 127 (Larv 3:1)          | Runristning                 |              | Larv, Västergötland |       | 58.192144, 13.148256 | 10196500030001 | Ladda upp en till bild av detta fornminne |
| Larv 4:1                   | Hög                         |              | Larv, Västergötland |       | 58.191048, 13.146854 | 10196500040001 | Ladda upp en bild av detta fornminne      |
| Larv 5:1                   | Hög                         |              | Larv, Västergötland |       | 58.192026, 13.140097 | 10196500050001 | Ladda upp en bild av detta fornminne      |
| Larv 5:2                   | Grav markerad av sten/block |              | Larv, Västergötland |       | 58.191951, 13.140266 | 10196500050002 | Ladda upp en bild av detta fornminne      |
| Larv 5:3                   | Grav markerad av sten/block |              | Larv, Västergötland |       | 58.191881, 13.140366 | 10196500050003 | Ladda upp en bild av detta fornminne      |
| Stenbacken (Larv 7:1)      | Gravfält                    |              | Larv, Västergötland |       | 58.191317, 13.137706 | 10196500070001 | Ladda upp en bild av detta fornminne      |
| Larv 8:1                   | Grav markerad av sten/block |              | Larv, Västergötland |       | 58.191338, 13.137093 | 10196500080001 | Ladda upp en bild av detta fornminne      |
| Lutesten (Larv 9:1)        | Grav markerad av sten/block |              | Larv, Västergötland |       | 58.197950, 13.119128 | 10196500090001 | Ladda upp en bild av detta fornminne      |
| Larv 11:1                  | Stenkrets                   |              | Larv, Västergötland |       | 58.189054, 13.135864 | 10196500110001 | Ladda upp en bild av detta fornminne      |
| Larv 12:1                  | Hög                         |              | Larv, Västergötland |       | 58.189727, 13.135894 | 10196500120001 | Ladda upp en bild av detta fornminne      |
| Småkulla (Larv 13:1)       | Gravfält                    |              | Larv, Västergötland |       | 58.189711, 13.131994 | 10196500130001 | Ladda upp en bild av detta fornminne      |
| Larv 14:1                  | Grav markerad av sten/block |              | Larv, Västergötland |       | 58.190382, 13.133411 | 10196500140001 | Ladda upp en bild av detta fornminne      |
| Larv 15:1                  | Hög                         |              | Larv, Västergötland |       | 58.190659, 13.137349 | 10196500150001 | Ladda upp en bild av detta fornminne      |
| Larv 16:1                  | Hög                         |              | Larv, Västergötland |       | 58.190008, 13.137756 | 10196500160001 | Ladda upp en bild av detta fornminne      |
| Larv 18:1                  | Hög                         |              | Larv, Västergötland |       | 58.187129, 13.127312 | 10196500180001 | Ladda upp en bild av detta fornminne      |
| Larv 18:2                  | Stensättning                |              | Larv, Västergötland |       | 58.186807, 13.127314 | 10196500180002 | Ladda upp en bild av detta fornminne      |
| Väderkullen. (Larv 19:1)   | Hög                         |              | Larv, Västergötland |       | 58.187704, 13.123605 | 10196500190001 | Ladda upp en bild av detta fornminne      |
| Larv 20:1                  | Hög                         |              | Larv, Västergötland |       | 58.188958, 13.120830 | 10196500200001 | Ladda upp en bild av detta fornminne      |
| Larv 21:1                  | Hög                         |              | Larv, Västergötland |       | 58.187896, 13.113950 | 10196500210001 | Ladda upp en bild av detta fornminne      |
| Larv 21:2                  | Stensättning                |              | Larv, Västergötland |       | 58.188009, 13.114125 | 10196500210002 | Ladda upp en bild av detta fornminne      |
| Larva bäsing (Larv 22:1)   | Gravfält                    |              | Larv, Västergötland |       | 58.188254, 13.115627 | 10196500220001 | Ladda upp en bild av detta fornminne      |
| Larv 24:1                  | Hög                         |              | Larv, Västergötland |       | 58.188037, 13.116670 | 10196500240001 | Ladda upp en bild av detta fornminne      |
| Larv 25:1                  | Gravfält                    |              | Larv, Västergötland |       | 58.188877, 13.114575 | 10196500250001 | Ladda upp en bild av detta fornminne      |
| Larv 29:1                  | Gravfält                    |              | Larv, Västergötland |       | 58.185102, 13.096881 | 10196500290001 | Ladda upp en bild av detta fornminne      |
| Larv 30:1                  | Stenkrets                   |              | Larv, Västergötland |       | 58.185240, 13.098758 | 10196500300001 | Ladda upp en bild av detta fornminne      |
| Larv 30:2                  | Stenkrets                   |              | Larv, Västergötland |       | 58.185145, 13.099104 | 10196500300002 | Ladda upp en bild av detta fornminne      |
| Larv 32:1                  | Stenkrets                   |              | Larv, Västergötland |       | 58.181663, 13.093657 | 10196500320001 | Ladda upp en bild av detta fornminne      |
| Larv 35:1                  | Stensättning                |              | Larv, Västergötland |       | 58.176708, 13.099283 | 10196500350001 | Ladda upp en bild av detta fornminne      |
| Larv 37:1                  | Hög                         |              | Larv, Västergötland |       | 58.186383, 13.090147 | 10196500370001 | Ladda upp en bild av detta fornminne      |
| Larv 38:1                  | Stensättning                |              | Larv, Västergötland |       | 58.180295, 13.070192 | 10196500380001 | Ladda upp en bild av detta fornminne      |
| Larv 39:1                  | Hög                         |              | Larv, Västergötland |       | 58.181085, 13.093172 | 10196500390001 | Ladda upp en bild av detta fornminne      |
| Larv 40:1                  | Begravningsplats            |              | Larv, Västergötland |       | 58.175074, 13.093606 | 10196500400001 | Ladda upp en bild av detta fornminne      |
| Larv 42:1                  | Stensättning                |              | Larv, Västergötland |       | 58.176764, 13.075956 | 10196500420001 | Ladda upp en bild av detta fornminne      |
| Larv 43:1                  | Gravfält                    |              | Larv, Västergötland |       | 58.175746, 13.072764 | 10196500430001 | Ladda upp en bild av detta fornminne      |
| Larv 45:1                  | Grav markerad av sten/block |              | Larv, Västergötland |       | 58.168966, 13.064667 | 10196500450001 | Ladda upp en bild av detta fornminne      |
| Larv 47:1                  | Stenkrets                   |              | Larv, Västergötland |       | 58.170750, 13.096065 | 10196500470001 | Ladda upp en bild av detta fornminne      |
| Larv 47:2                  | Stenkrets                   |              | Larv, Västergötland |       | 58.170759, 13.096237 | 10196500470002 | Ladda upp en bild av detta fornminne      |
| Larv 47:3                  | Stenkrets                   |              | Larv, Västergötland |       | 58.170656, 13.096256 | 10196500470003 | Ladda upp en bild av detta fornminne      |
| Larv 47:4                  | Stensättning                |              | Larv, Västergötland |       | 58.170651, 13.096049 | 10196500470004 | Ladda upp en bild av detta fornminne      |
| Larv 49:1                  | Stensättning                |              | Larv, Västergötland |       | 58.163551, 13.086282 | 10196500490001 | Ladda upp en bild av detta fornminne      |
| Larv 49:2                  | Stensättning                |              | Larv, Västergötland |       | 58.163493, 13.086052 | 10196500490002 | Ladda upp en bild av detta fornminne      |
| Larv 50:1                  | Stensättning                |              | Larv, Västergötland |       | 58.157885, 13.075762 | 10196500500001 | Ladda upp en bild av detta fornminne      |
| Larv 51:1                  | Hällristning                |              | Larv, Västergötland |       | 58.158028, 13.065093 | 10196500510001 | Ladda upp en bild av detta fornminne      |
| Larv 53:1                  | Stensättning                |              | Larv, Västergötland |       | 58.151141, 13.086582 | 10196500530001 | Ladda upp en bild av detta fornminne      |
| Larv 55:1                  | Hög                         |              | Larv, Västergötland |       | 58.156038, 13.090598 | 10196500550001 | Ladda upp en bild av detta fornminne      |
| Dombacken (Larv 56:1)      | Stenkrets                   |              | Larv, Västergötland |       | 58.158817, 13.091182 | 10196500560001 | Ladda upp en bild av detta fornminne      |
| Dombacken (Larv 56:2)      | Grav markerad av sten/block |              | Larv, Västergötland |       | 58.158926, 13.091157 | 10196500560002 | Ladda upp en bild av detta fornminne      |
| Dombacken (Larv 56:3)      | Grav markerad av sten/block |              | Larv, Västergötland |       | 58.158915, 13.091307 | 10196500560003 | Ladda upp en bild av detta fornminne      |
| Larv 57:1                  | Hällristning                |              | Larv, Västergötland |       | 58.164222, 13.094928 | 10196500570001 | Ladda upp en bild av detta fornminne      |
| Larv 57:2                  | Hällristning                |              | Larv, Västergötland |       | 58.164279, 13.094876 | 10196500570002 | Ladda upp en bild av detta fornminne      |
| Larv 57:3                  | Hällristning                |              | Larv, Västergötland |       | 58.164278, 13.094875 | 10196500570003 | Ladda upp en bild av detta fornminne      |
| Larv 57:4                  | Hällristning                |              | Larv, Västergötland |       | 58.164093, 13.094874 | 10196500570004 | Ladda upp en bild av detta fornminne      |
| Larv 58:1                  | Hög                         |              | Larv, Västergötland |       | 58.162362, 13.096825 | 10196500580001 | Ladda upp en bild av detta fornminne      |
| Larv 59:1                  | Stenkammargrav              |              | Larv, Västergötland |       | 58.162979, 13.098404 | 10196500590001 | Ladda upp en bild av detta fornminne      |
| Larv 60:1                  | Hög                         |              | Larv, Västergötland |       | 58.159558, 13.100892 | 10196500600001 | Ladda upp en bild av detta fornminne      |
| Larv 61:1                  | Hög                         |              | Larv, Västergötland |       | 58.158102, 13.099014 | 10196500610001 | Ladda upp en bild av detta fornminne      |
| Larv 62:1                  | Stensättning                |              | Larv, Västergötland |       | 58.157542, 13.096907 | 10196500620001 | Ladda upp en bild av detta fornminne      |
| Larv 62:2                  | Hällristning                |              | Larv, Västergötland |       | 58.157371, 13.097148 | 10196500620002 | Ladda upp en bild av detta fornminne      |
| Larv 63:1                  | Stenkrets                   |              | Larv, Västergötland |       | 58.172701, 13.110664 | 10196500630001 | Ladda upp en bild av detta fornminne      |
| Larv 64:1                  | Hög                         |              | Larv, Västergötland |       | 58.172416, 13.108646 | 10196500640001 | Ladda upp en bild av detta fornminne      |
| Larv 65:1                  | Hög                         |              | Larv, Västergötland |       | 58.160576, 13.115084 | 10196500650001 | Ladda upp en bild av detta fornminne      |
| Larv 66:1                  | Stensättning                |              | Larv, Västergötland |       | 58.161942, 13.107741 | 10196500660001 | Ladda upp en bild av detta fornminne      |
| Larv 66:2                  | Stensättning                |              | Larv, Västergötland |       | 58.161808, 13.107609 | 10196500660002 | Ladda upp en bild av detta fornminne      |
| Larv 67:1                  | Hög                         |              | Larv, Västergötland |       | 58.158827, 13.108538 | 10196500670001 | Ladda upp en bild av detta fornminne      |
| Larv 69:1                  | Hög                         |              | Larv, Västergötland |       | 58.154836, 13.097177 | 10196500690001 | Ladda upp en bild av detta fornminne      |
| Larv 70:1                  | Stenkrets                   |              | Larv, Västergötland |       | 58.156108, 13.093267 | 10196500700001 | Ladda upp en bild av detta fornminne      |
| Larv 71:1                  | Röse                        |              | Larv, Västergötland |       | 58.147629, 13.092547 | 10196500710001 | Ladda upp en bild av detta fornminne      |
| Trestenabacken (Larv 72:1) | Hög                         |              | Larv, Västergötland |       | 58.170265, 13.115505 | 10196500720001 | Ladda upp en bild av detta fornminne      |
| Trestenabacken (Larv 72:2) | Stenkrets                   |              | Larv, Västergötland |       | 58.170094, 13.115467 | 10196500720002 | Ladda upp en bild av detta fornminne      |
| Larv 73:1                  | Stensättning                |              | Larv, Västergötland |       | 58.169874, 13.117245 | 10196500730001 | Ladda upp en bild av detta fornminne      |
| Larv 74:1                  | Hög                         |              | Larv, Västergötland |       | 58.167215, 13.126682 | 10196500740001 | Ladda upp en bild av detta fornminne      |
| Larv 75:1                  | Stensättning                |              | Larv, Västergötland |       | 58.161047, 13.115839 | 10196500750001 | Ladda upp en bild av detta fornminne      |
| Larv 76:1                  | Röse                        |              | Larv, Västergötland |       | 58.159080, 13.116757 | 10196500760001 | Ladda upp en bild av detta fornminne      |
| Larv 76:2                  | Hällristning                |              | Larv, Västergötland |       | 58.159076, 13.116747 | 10196500760002 | Ladda upp en bild av detta fornminne      |
| Jungfrurör (Larv 82:1)     | Röse                        |              | Larv, Västergötland |       | 58.154885, 13.168896 | 10196500820001 | Ladda upp en bild av detta fornminne      |
| Larv 83:1                  | Stensättning                |              | Larv, Västergötland |       | 58.159865, 13.146910 | 10196500830001 | Ladda upp en bild av detta fornminne      |
| Larv 83:2                  | Stensättning                |              | Larv, Västergötland |       | 58.159782, 13.147063 | 10196500830002 | Ladda upp en bild av detta fornminne      |
| Larv 83:3                  | Stensättning                |              | Larv, Västergötland |       | 58.159658, 13.147225 | 10196500830003 | Ladda upp en bild av detta fornminne      |
| Larv 84:1                  | Hög                         |              | Larv, Västergötland |       | 58.164754, 13.134283 | 10196500840001 | Ladda upp en bild av detta fornminne      |
| Larv 85:1                  | Stensättning                |              | Larv, Västergötland |       | 58.166726, 13.128742 | 10196500850001 | Ladda upp en bild av detta fornminne      |
| Larv 87:1                  | Stensättning                |              | Larv, Västergötland |       | 58.170934, 13.121314 | 10196500870001 | Ladda upp en bild av detta fornminne      |
| Larv 87:2                  | Stensättning                |              | Larv, Västergötland |       | 58.170945, 13.121555 | 10196500870002 | Ladda upp en bild av detta fornminne      |
| Larv 88:1                  | Gravfält                    |              | Larv, Västergötland |       | 58.173319, 13.130875 | 10196500880001 | Ladda upp en bild av detta fornminne      |
| Larv 89:1                  | Stenkrets                   |              | Larv, Västergötland |       | 58.179436, 13.137645 | 10196500890001 | Ladda upp en bild av detta fornminne      |
| Larv 89:2                  | Grav markerad av sten/block |              | Larv, Västergötland |       | 58.179464, 13.138102 | 10196500890002 | Ladda upp en bild av detta fornminne      |
| Larv 89:3                  | Stenkrets                   |              | Larv, Västergötland |       | 58.179349, 13.138261 | 10196500890003 | Ladda upp en bild av detta fornminne      |
| Larv 90:1                  | Stenkrets                   |              | Larv, Västergötland |       | 58.177809, 13.135207 | 10196500900001 | Ladda upp en bild av detta fornminne      |
| Larv 90:2                  | Hög                         |              | Larv, Västergötland |       | 58.177779, 13.135403 | 10196500900002 | Ladda upp en bild av detta fornminne      |
| Larv 90:3                  | Stenkrets                   |              | Larv, Västergötland |       | 58.177712, 13.135069 | 10196500900003 | Ladda upp en bild av detta fornminne      |
| Larv 94:1                  | Gravfält                    |              | Larv, Västergötland |       | 58.189686, 13.150033 | 10196500940001 | Ladda upp en bild av detta fornminne      |
| Larv 95:1                  | Hög                         |              | Larv, Västergötland |       | 58.191990, 13.151641 | 10196500950001 | Ladda upp en bild av detta fornminne      |
| Larv 96:1                  | Hög                         |              | Larv, Västergötland |       | 58.191066, 13.152279 | 10196500960001 | Ladda upp en bild av detta fornminne      |
| Larv 97:1                  | Hög                         |              | Larv, Västergötland |       | 58.189977, 13.152300 | 10196500970001 | Ladda upp en bild av detta fornminne      |
| Larv 97:2                  | Hög                         |              | Larv, Västergötland |       | 58.189775, 13.152466 | 10196500970002 | Ladda upp en bild av detta fornminne      |
| Larv 98:1                  | Hög                         |              | Larv, Västergötland |       | 58.170969, 13.162097 | 10196500980001 | Ladda upp en bild av detta fornminne      |
| Larv 98:2                  | Stensättning                |              | Larv, Västergötland |       | 58.171020, 13.162450 | 10196500980002 | Ladda upp en bild av detta fornminne      |
| Larv 98:3                  | Stenkrets                   |              | Larv, Västergötland |       | 58.171039, 13.162652 | 10196500980003 | Ladda upp en bild av detta fornminne      |
| Larv 98:4                  | Stenkrets                   |              | Larv, Västergötland |       | 58.170844, 13.162368 | 10196500980004 | Ladda upp en bild av detta fornminne      |
| Larv 99:1                  | Röse                        |              | Larv, Västergötland |       | 58.181830, 13.157358 | 10196500990001 | Ladda upp en bild av detta fornminne      |
| Larv 100:1                 | Stensättning                |              | Larv, Västergötland |       | 58.179782, 13.153482 | 10196501000001 | Ladda upp en bild av detta fornminne      |
| Larv 100:2                 | Röse                        |              | Larv, Västergötland |       | 58.180126, 13.154211 | 10196501000002 | Ladda upp en bild av detta fornminne      |
| Larv 101:1                 | Hög                         |              | Larv, Västergötland |       | 58.189883, 13.164165 | 10196501010001 | Ladda upp en bild av detta fornminne      |
| Larv 102:1                 | Stenkrets                   |              | Larv, Västergötland |       | 58.194614, 13.169599 | 10196501020001 | Ladda upp en bild av detta fornminne      |
| Larv 102:2                 | Stenkrets                   |              | Larv, Västergötland |       | 58.194488, 13.169465 | 10196501020002 | Ladda upp en bild av detta fornminne      |
| Larv 104:1                 | Gravfält                    |              | Larv, Västergötland |       | 58.194969, 13.171500 | 10196501040001 | Ladda upp en bild av detta fornminne      |
| Larv 105:1                 | Hög                         |              | Larv, Västergötland |       | 58.195458, 13.173570 | 10196501050001 | Ladda upp en bild av detta fornminne      |
| Larv 106:1                 | Hög                         |              | Larv, Västergötland |       | 58.195449, 13.172519 | 10196501060001 | Ladda upp en bild av detta fornminne      |
| Larv 107:1                 | Stensättning                |              | Larv, Västergötland |       | 58.185565, 13.185621 | 10196501070001 | Ladda upp en bild av detta fornminne      |
| Larv 108:1                 | Hög                         |              | Larv, Västergötland |       | 58.195304, 13.189936 | 10196501080001 | Ladda upp en bild av detta fornminne      |
| Larv 108:2                 | Stensättning                |              | Larv, Västergötland |       | 58.195170, 13.189615 | 10196501080002 | Ladda upp en bild av detta fornminne      |
| Larv 109:1                 | Stensättning                |              | Larv, Västergötland |       | 58.191326, 13.204098 | 10196501090001 | Ladda upp en bild av detta fornminne      |
| Larv 110:1                 | Röse                        |              | Larv, Västergötland |       | 58.188767, 13.197756 | 10196501100001 | Ladda upp en bild av detta fornminne      |
| Larv 112:1                 | Hög                         |              | Larv, Västergötland |       | 58.181018, 13.216404 | 10196501120001 | Ladda upp en bild av detta fornminne      |
| Larv 113:1                 | Stensättning                |              | Larv, Västergötland |       | 58.179897, 13.214149 | 10196501130001 | Ladda upp en bild av detta fornminne      |
| Larv 115:1                 | Stenkrets                   |              | Larv, Västergötland |       | 58.174747, 13.227547 | 10196501150001 | Ladda upp en bild av detta fornminne      |
| Larv 115:2                 | Stenkrets                   |              | Larv, Västergötland |       | 58.174629, 13.227298 | 10196501150002 | Ladda upp en bild av detta fornminne      |
| Larv 115:3                 | Stenkrets                   |              | Larv, Västergötland |       | 58.174559, 13.227458 | 10196501150003 | Ladda upp en bild av detta fornminne      |
| Larv 115:4                 | Stenkrets                   |              | Larv, Västergötland |       | 58.174437, 13.227460 | 10196501150004 | Ladda upp en bild av detta fornminne      |
| Larv 117:1                 | Stensättning                |              | Larv, Västergötland |       | 58.168263, 13.207563 | 10196501170001 | Ladda upp en bild av detta fornminne      |
| Larv 120:1                 | Grav markerad av sten/block |              | Larv, Västergötland |       | 58.167527, 13.233944 | 10196501200001 | Ladda upp en bild av detta fornminne      |
| Larv 122:1                 | Gravfält                    |              | Larv, Västergötland |       | 58.167208, 13.229684 | 10196501220001 | Ladda upp en bild av detta fornminne      |
| Larv 123:1                 | Stenkrets                   |              | Larv, Västergötland |       | 58.161031, 13.225512 | 10196501230001 | Ladda upp en bild av detta fornminne      |
| Larv 123:3                 | Stenkrets                   |              | Larv, Västergötland |       | 58.161157, 13.225503 | 10196501230003 | Ladda upp en bild av detta fornminne      |
| Larv 123:4                 | Stenkrets                   |              | Larv, Västergötland |       | 58.161275, 13.225449 | 10196501230004 | Ladda upp en bild av detta fornminne      |
| Larv 125:1                 | Stenkrets                   |              | Larv, Västergötland |       | 58.157298, 13.225915 | 10196501250001 | Ladda upp en bild av detta fornminne      |
| Larv 125:2                 | Stenkrets                   |              | Larv, Västergötland |       | 58.157163, 13.225922 | 10196501250002 | Ladda upp en bild av detta fornminne      |
| Larv 129:1                 | Röse                        |              | Larv, Västergötland |       | 58.182598, 13.217585 | 10196501290001 | Ladda upp en bild av detta fornminne      |
| Larv 129:2                 | Stensättning                |              | Larv, Västergötland |       | 58.182381, 13.217181 | 10196501290002 | Ladda upp en bild av detta fornminne      |
| Larv 129:3                 | Stensättning                |              | Larv, Västergötland |       | 58.182283, 13.217264 | 10196501290003 | Ladda upp en bild av detta fornminne      |
| Larv 129:4                 | Stensättning                |              | Larv, Västergötland |       | 58.182052, 13.217233 | 10196501290004 | Ladda upp en bild av detta fornminne      |
| Larv 131:1                 | Stensättning                |              | Larv, Västergötland |       | 58.177987, 13.222443 | 10196501310001 | Ladda upp en bild av detta fornminne      |
| Larv 132:1                 | Hög                         |              | Larv, Västergötland |       | 58.176275, 13.226129 | 10196501320001 | Ladda upp en bild av detta fornminne      |
| Larv 133:1                 | Stenkammargrav              |              | Larv, Västergötland |       | 58.184036, 13.222110 | 10196501330001 | Ladda upp en bild av detta fornminne      |
| Larv 134:1                 | Stensättning                |              | Larv, Västergötland |       | 58.186708, 13.224162 | 10196501340001 | Ladda upp en bild av detta fornminne      |
| Larv 136:1                 | Hög                         |              | Larv, Västergötland |       | 58.189552, 13.220431 | 10196501360001 | Ladda upp en bild av detta fornminne      |
| Larv 138:1                 | Gravfält                    |              | Larv, Västergötland |       | 58.189310, 13.216236 | 10196501380001 | Ladda upp en till bild av detta fornminne |
| Larv 139:1                 | Stensättning                |              | Larv, Västergötland |       | 58.186053, 13.217820 | 10196501390001 | Ladda upp en bild av detta fornminne      |
| Larv 139:2                 | Stensättning                |              | Larv, Västergötland |       | 58.186209, 13.218023 | 10196501390002 | Ladda upp en bild av detta fornminne      |
| Larv 140:1                 | Stensättning                |              | Larv, Västergötland |       | 58.187257, 13.217386 | 10196501400001 | Ladda upp en bild av detta fornminne      |
| Larv 141:1                 | Hög                         |              | Larv, Västergötland |       | 58.192987, 13.205367 | 10196501410001 | Ladda upp en bild av detta fornminne      |
| Larv 142:1                 | Hög                         |              | Larv, Västergötland |       | 58.193025, 13.206555 | 10196501420001 | Ladda upp en bild av detta fornminne      |
| Larv 142:2                 | Stensättning                |              | Larv, Västergötland |       | 58.192752, 13.207350 | 10196501420002 | Ladda upp en bild av detta fornminne      |
| Larv 143:1                 | Hög                         |              | Larv, Västergötland |       | 58.192388, 13.208369 | 10196501430001 | Ladda upp en bild av detta fornminne      |
| Larv 144:1                 | Gravfält                    |              | Larv, Västergötland |       | 58.190169, 13.213442 | 10196501440001 | Ladda upp en bild av detta fornminne      |
| Larv 145:1                 | Hög                         |              | Larv, Västergötland |       | 58.189708, 13.214048 | 10196501450001 | Ladda upp en bild av detta fornminne      |
| Larv 146:1                 | Hög                         |              | Larv, Västergötland |       | 58.191530, 13.216648 | 10196501460001 | Ladda upp en bild av detta fornminne      |
| Larv 146:2                 | Hällristning                |              | Larv, Västergötland |       | 58.191271, 13.217103 | 10196501460002 | Ladda upp en bild av detta fornminne      |
| Larv 147:1                 | Stensättning                |              | Larv, Västergötland |       | 58.192799, 13.218437 | 10196501470001 | Ladda upp en bild av detta fornminne      |
| Larv 147:2                 | Stensättning                |              | Larv, Västergötland |       | 58.193147, 13.218052 | 10196501470002 | Ladda upp en bild av detta fornminne      |
| Larv 148:1                 | Hög                         |              | Larv, Västergötland |       | 58.193882, 13.216156 | 10196501480001 | Ladda upp en bild av detta fornminne      |
| Larv 148:2                 | Hög                         |              | Larv, Västergötland |       | 58.193839, 13.216700 | 10196501480002 | Ladda upp en bild av detta fornminne      |
| Larv 150:1                 | Stensättning                |              | Larv, Västergötland |       | 58.195054, 13.216583 | 10196501500001 | Ladda upp en bild av detta fornminne      |
| Larv 151:1                 | Röse                        |              | Larv, Västergötland |       | 58.206603, 13.221511 | 10196501510001 | Ladda upp en bild av detta fornminne      |
| Larv 152:1                 | Röse                        |              | Larv, Västergötland |       | 58.206151, 13.223803 | 10196501520001 | Ladda upp en bild av detta fornminne      |
| Larv 153:1                 | Hög                         |              | Larv, Västergötland |       | 58.208623, 13.221746 | 10196501530001 | Ladda upp en bild av detta fornminne      |
| Larv 154:1                 | Hög                         |              | Larv, Västergötland |       | 58.208689, 13.220084 | 10196501540001 | Ladda upp en bild av detta fornminne      |
| Larv 155:1                 | Röse                        |              | Larv, Västergötland |       | 58.206669, 13.218290 | 10196501550001 | Ladda upp en bild av detta fornminne      |
| Larv 156:1                 | Gravfält                    |              | Larv, Västergötland |       | 58.204240, 13.211960 | 10196501560001 | Ladda upp en bild av detta fornminne      |
| Larv 157:1                 | Röse                        |              | Larv, Västergötland |       | 58.203163, 13.210919 | 10196501570001 | Ladda upp en bild av detta fornminne      |
| Larv 158:1                 | Stensättning                |              | Larv, Västergötland |       | 58.203216, 13.214212 | 10196501580001 | Ladda upp en bild av detta fornminne      |
| Larv 158:2                 | Hällristning                |              | Larv, Västergötland |       | 58.203214, 13.214204 | 10196501580002 | Ladda upp en bild av detta fornminne      |
| Larv 160:1                 | Hög                         |              | Larv, Västergötland |       | 58.204679, 13.208990 | 10196501600001 | Ladda upp en bild av detta fornminne      |
| Larv 162:1                 | Stensättning                |              | Larv, Västergötland |       | 58.210854, 13.219230 | 10196501620001 | Ladda upp en bild av detta fornminne      |
| Larv 162:2                 | Stensättning                |              | Larv, Västergötland |       | 58.210946, 13.219434 | 10196501620002 | Ladda upp en bild av detta fornminne      |
| Larv 163:1                 | Röse                        |              | Larv, Västergötland |       | 58.210636, 13.213983 | 10196501630001 | Ladda upp en bild av detta fornminne      |
| Larv 163:2                 | Stensättning                |              | Larv, Västergötland |       | 58.210566, 13.214175 | 10196501630002 | Ladda upp en bild av detta fornminne      |
| Larv 164:1                 | Röse                        |              | Larv, Västergötland |       | 58.209606, 13.212592 | 10196501640001 | Ladda upp en bild av detta fornminne      |
| Larv 165:1                 | Röse                        |              | Larv, Västergötland |       | 58.209642, 13.210874 | 10196501650001 | Ladda upp en bild av detta fornminne      |
| Larv 165:2                 | Röse                        |              | Larv, Västergötland |       | 58.209703, 13.210138 | 10196501650002 | Ladda upp en bild av detta fornminne      |
| Larv 166:1                 | Röse                        |              | Larv, Västergötland |       | 58.211591, 13.211808 | 10196501660001 | Ladda upp en bild av detta fornminne      |
| Larv 166:2                 | Röse                        |              | Larv, Västergötland |       | 58.211671, 13.211585 | 10196501660002 | Ladda upp en bild av detta fornminne      |
| Larv 166:3                 | Röse                        |              | Larv, Västergötland |       | 58.211747, 13.211436 | 10196501660003 | Ladda upp en bild av detta fornminne      |
| Larv 167:1                 | Röse                        |              | Larv, Västergötland |       | 58.211385, 13.210744 | 10196501670001 | Ladda upp en bild av detta fornminne      |
| Larv 168:1                 | Stensättning                |              | Larv, Västergötland |       | 58.205561, 13.205133 | 10196501680001 | Ladda upp en bild av detta fornminne      |
| Larv 169:1                 | Stensättning                |              | Larv, Västergötland |       | 58.212099, 13.186597 | 10196501690001 | Ladda upp en bild av detta fornminne      |
| Larv 170:1                 | Stensättning                |              | Larv, Västergötland |       | 58.212504, 13.187429 | 10196501700001 | Ladda upp en bild av detta fornminne      |
| Larv 171:1                 | Hög                         |              | Larv, Västergötland |       | 58.216421, 13.177415 | 10196501710001 | Ladda upp en bild av detta fornminne      |
| Larv 174:1                 | Hög                         |              | Larv, Västergötland |       | 58.206241, 13.168886 | 10196501740001 | Ladda upp en bild av detta fornminne      |
| Larv 175:1                 | Hög                         |              | Larv, Västergötland |       | 58.204013, 13.169248 | 10196501750001 | Ladda upp en bild av detta fornminne      |
| Larv 177:1                 | Stensättning                |              | Larv, Västergötland |       | 58.196296, 13.173659 | 10196501770001 | Ladda upp en bild av detta fornminne      |
| Larv 177:2                 | Hög                         |              | Larv, Västergötland |       | 58.196371, 13.173906 | 10196501770002 | Ladda upp en bild av detta fornminne      |
| Larv 177:3                 | Stensättning                |              | Larv, Västergötland |       | 58.196396, 13.174149 | 10196501770003 | Ladda upp en bild av detta fornminne      |
| Larv 178:1                 | Hög                         |              | Larv, Västergötland |       | 58.172728, 13.038577 | 10196501780001 | Ladda upp en bild av detta fornminne      |
| Larv 180:1                 | Stenkammargrav              |              | Larv, Västergötland |       | 58.119454, 13.112584 | 10196501800001 | Ladda upp en bild av detta fornminne      |
| Larv 221:1                 | Hällristning                |              | Larv, Västergötland |       | 58.179054, 13.096443 | 10196502210001 | Ladda upp en bild av detta fornminne      |
| Larv 222:1                 | Hällristning                |              | Larv, Västergötland |       | 58.175125, 13.092882 | 10196502220001 | Ladda upp en bild av detta fornminne      |
| Larv 228:1                 | Stensättning                |              | Larv, Västergötland |       | 58.175786, 13.066875 | 10196502280001 | Ladda upp en bild av detta fornminne      |
| Larv 279:1                 | Hällristning                |              | Larv, Västergötland |       | 58.168073, 13.070335 | 10196502790001 | Ladda upp en bild av detta fornminne      |
| Larv 293:1                 | Hällristning                |              | Larv, Västergötland |       | 58.167113, 13.044249 | 10196502930001 | Ladda upp en bild av detta fornminne      |
| Larv 295:1                 | Hällristning                |              | Larv, Västergötland |       | 58.170225, 13.038529 | 10196502950001 | Ladda upp en bild av detta fornminne      |
| Larv 297:1                 | Hällristning                |              | Larv, Västergötland |       | 58.167235, 13.038506 | 10196502970001 | Ladda upp en bild av detta fornminne      |
| Larv 299:1                 | Hällristning                |              | Larv, Västergötland |       | 58.160052, 13.044358 | 10196502990001 | Ladda upp en bild av detta fornminne      |
| Larv 300:1                 | Hällristning                |              | Larv, Västergötland |       | 58.157669, 13.042681 | 10196503000001 | Ladda upp en bild av detta fornminne      |
| Larv 300:2                 | Hällristning                |              | Larv, Västergötland |       | 58.157471, 13.042052 | 10196503000002 | Ladda upp en bild av detta fornminne      |
| Larv 306:1                 | Hällristning                |              | Larv, Västergötland |       | 58.154578, 13.068108 | 10196503060001 | Ladda upp en bild av detta fornminne      |
| Larv 307:1                 | Hällristning                |              | Larv, Västergötland |       | 58.152273, 13.079377 | 10196503070001 | Ladda upp en bild av detta fornminne      |
| Larv 310:1                 | Hällristning                |              | Larv, Västergötland |       | 58.163521, 13.097991 | 10196503100001 | Ladda upp en bild av detta fornminne      |
| Larv 313:1                 | Hällristning                |              | Larv, Västergötland |       | 58.159215, 13.108613 | 10196503130001 | Ladda upp en bild av detta fornminne      |
| Larv 314:1                 | Hällristning                |              | Larv, Västergötland |       | 58.161407, 13.104934 | 10196503140001 | Ladda upp en bild av detta fornminne      |
| Larv 315:1                 | Hällristning                |              | Larv, Västergötland |       | 58.160088, 13.104259 | 10196503150001 | Ladda upp en bild av detta fornminne      |
| Larv 317:2                 | Hällristning                |              | Larv, Västergötland |       | 58.162236, 13.112657 | 10196503170002 | Ladda upp en bild av detta fornminne      |
| Larv 318:1                 | Hällristning                |              | Larv, Västergötland |       | 58.162394, 13.111060 | 10196503180001 | Ladda upp en bild av detta fornminne      |
| Larv 319:1                 | Hällristning                |              | Larv, Västergötland |       | 58.167597, 13.113659 | 10196503190001 | Ladda upp en bild av detta fornminne      |
| Larv 321:1                 | Hällristning                |              | Larv, Västergötland |       | 58.175662, 13.097794 | 10196503210001 | Ladda upp en bild av detta fornminne      |
| Larv 322:1                 | Hällristning                |              | Larv, Västergötland |       | 58.169349, 13.114842 | 10196503220001 | Ladda upp en bild av detta fornminne      |
| Larv 323:1                 | Hällristning                |              | Larv, Västergötland |       | 58.167181, 13.114413 | 10196503230001 | Ladda upp en bild av detta fornminne      |
| Larv 323:2                 | Hällristning                |              | Larv, Västergötland |       | 58.167109, 13.114401 | 10196503230002 | Ladda upp en bild av detta fornminne      |
| Larv 324:1                 | Hällristning                |              | Larv, Västergötland |       | 58.167303, 13.115328 | 10196503240001 | Ladda upp en bild av detta fornminne      |
| Larv 333:1                 | Hällristning                |              | Larv, Västergötland |       | 58.162425, 13.117666 | 10196503330001 | Ladda upp en bild av detta fornminne      |
| Larv 333:2                 | Grav markerad av sten/block |              | Larv, Västergötland |       | 58.161946, 13.117635 | 10196503330002 | Ladda upp en bild av detta fornminne      |
| Larv 334:1                 | Hällristning                |              | Larv, Västergötland |       | 58.161528, 13.115771 | 10196503340001 | Ladda upp en bild av detta fornminne      |
| Larv 335:1                 | Stensättning                |              | Larv, Västergötland |       | 58.157855, 13.115506 | 10196503350001 | Ladda upp en bild av detta fornminne      |
| Larv 336:1                 | Hällristning                |              | Larv, Västergötland |       | 58.157471, 13.102771 | 10196503360001 | Ladda upp en bild av detta fornminne      |
| Larv 336:2                 | Hällristning                |              | Larv, Västergötland |       | 58.157786, 13.103032 | 10196503360002 | Ladda upp en bild av detta fornminne      |
| Larv 358:1                 | Stensättning                |              | Larv, Västergötland |       | 58.188249, 13.220541 | 10196503580001 | Ladda upp en bild av detta fornminne      |
| Larv 359:1                 | Hällristning                |              | Larv, Västergötland |       | 58.195702, 13.216204 | 10196503590001 | Ladda upp en bild av detta fornminne      |
| Larv 360:1                 | Hällristning                |              | Larv, Västergötland |       | 58.194289, 13.214783 | 10196503600001 | Ladda upp en bild av detta fornminne      |
| Larv 366:1                 | Hällristning                |              | Larv, Västergötland |       | 58.210721, 13.210951 | 10196503660001 | Ladda upp en bild av detta fornminne      |
| Larv 368:1                 | Hällristning                |              | Larv, Västergötland |       | 58.208283, 13.210331 | 10196503680001 | Ladda upp en bild av detta fornminne      |
| Larv 369:1                 | Stensättning                |              | Larv, Västergötland |       | 58.208622, 13.209793 | 10196503690001 | Ladda upp en bild av detta fornminne      |
| Larv 369:2                 | Stensättning                |              | Larv, Västergötland |       | 58.208543, 13.209958 | 10196503690002 | Ladda upp en bild av detta fornminne      |
| Larv 370:1                 | Hällristning                |              | Larv, Västergötland |       | 58.207548, 13.206452 | 10196503700001 | Ladda upp en bild av detta fornminne      |
| Larv 374:1                 | Hällristning                |              | Larv, Västergötland |       | 58.197870, 13.174066 | 10196503740001 | Ladda upp en bild av detta fornminne      |
| Larv 380:1                 | Hällristning                |              | Larv, Västergötland |       | 58.202064, 13.175517 | 10196503800001 | Ladda upp en bild av detta fornminne      |
| Larv 390:1                 | Hällristning                |              | Larv, Västergötland |       | 58.216297, 13.194218 | 10196503900001 | Ladda upp en bild av detta fornminne      |
| Larv 392:1                 | Stensättning                |              | Larv, Västergötland |       | 58.214959, 13.175876 | 10196503920001 | Ladda upp en bild av detta fornminne      |
| Larv 424:1                 | Stenkammargrav              |              | Larv, Västergötland |       | 58.186848, 13.218524 | 10196504240001 | Ladda upp en bild av detta fornminne      |

## Laske-Vedum
| Namn              | Lämningstyp                 | Tillkomsttid | Historisk indelning        | Plats | Läge                 | ID-nr          | Bild                                 |
| ----------------- | --------------------------- | ------------ | -------------------------- | ----- | -------------------- | -------------- | ------------------------------------ |
| Laske-Vedum 1:1   | Hög                         |              | Laske-Vedum, Västergötland |       | 58.174146, 13.025488 | 10196600010001 | Ladda upp en bild av detta fornminne |
| Laske-Vedum 5:1   | Gravfält                    |              | Laske-Vedum, Västergötland |       | 58.169021, 12.989321 | 10196600050001 | Ladda upp en bild av detta fornminne |
| Laske-Vedum 6:1   | Grav markerad av sten/block |              | Laske-Vedum, Västergötland |       | 58.168983, 12.983245 | 10196600060001 | Ladda upp en bild av detta fornminne |
| Laske-Vedum 7:1   | Stenkrets                   |              | Laske-Vedum, Västergötland |       | 58.168649, 12.983737 | 10196600070001 | Ladda upp en bild av detta fornminne |
| Laske-Vedum 10:1  | Röse                        |              | Laske-Vedum, Västergötland |       | 58.160051, 12.959200 | 10196600100001 | Ladda upp en bild av detta fornminne |
| Laske-Vedum 11:1  | Stensättning                |              | Laske-Vedum, Västergötland |       | 58.166774, 12.953681 | 10196600110001 | Ladda upp en bild av detta fornminne |
| Laske-Vedum 11:2  | Stensättning                |              | Laske-Vedum, Västergötland |       | 58.166970, 12.953189 | 10196600110002 | Ladda upp en bild av detta fornminne |
| Laske-Vedum 12:1  | Stensättning                |              | Laske-Vedum, Västergötland |       | 58.170225, 12.942402 | 10196600120001 | Ladda upp en bild av detta fornminne |
| Laske-Vedum 13:1  | Stenkammargrav              |              | Laske-Vedum, Västergötland |       | 58.179583, 12.940880 | 10196600130001 | Ladda upp en bild av detta fornminne |
| Laske-Vedum 15:1  | Stensättning                |              | Laske-Vedum, Västergötland |       | 58.174813, 12.968564 | 10196600150001 | Ladda upp en bild av detta fornminne |
| Laske-Vedum 15:2  | Stensättning                |              | Laske-Vedum, Västergötland |       | 58.174357, 12.969179 | 10196600150002 | Ladda upp en bild av detta fornminne |
| Laske-Vedum 17:1  | Hög                         |              | Laske-Vedum, Västergötland |       | 58.177891, 12.960814 | 10196600170001 | Ladda upp en bild av detta fornminne |
| Laske-Vedum 20:1  | Stensättning                |              | Laske-Vedum, Västergötland |       | 58.182107, 12.978709 | 10196600200001 | Ladda upp en bild av detta fornminne |
| Laske-Vedum 21:1  | Hög                         |              | Laske-Vedum, Västergötland |       | 58.180517, 12.982019 | 10196600210001 | Ladda upp en bild av detta fornminne |
| Laske-Vedum 24:1  | Röse                        |              | Laske-Vedum, Västergötland |       | 58.178376, 12.979562 | 10196600240001 | Ladda upp en bild av detta fornminne |
| Laske-Vedum 25:1  | Stensättning                |              | Laske-Vedum, Västergötland |       | 58.176521, 12.982239 | 10196600250001 | Ladda upp en bild av detta fornminne |
| Laske-Vedum 29:1  | Stensättning                |              | Laske-Vedum, Västergötland |       | 58.176427, 13.004471 | 10196600290001 | Ladda upp en bild av detta fornminne |
| Laske-Vedum 30:1  | Stensättning                |              | Laske-Vedum, Västergötland |       | 58.180061, 13.002940 | 10196600300001 | Ladda upp en bild av detta fornminne |
| Laske-Vedum 30:2  | Hällristning                |              | Laske-Vedum, Västergötland |       | 58.180051, 13.002937 | 10196600300002 | Ladda upp en bild av detta fornminne |
| Laske-Vedum 32:1  | Stensättning                |              | Laske-Vedum, Västergötland |       | 58.181260, 12.992965 | 10196600320001 | Ladda upp en bild av detta fornminne |
| Laske-Vedum 53:1  | Stensättning                |              | Laske-Vedum, Västergötland |       | 58.182764, 12.978969 | 10196600530001 | Ladda upp en bild av detta fornminne |
| Laske-Vedum 54:1  | Stensättning                |              | Laske-Vedum, Västergötland |       | 58.182989, 12.985536 | 10196600540001 | Ladda upp en bild av detta fornminne |
| Laske-Vedum 55:1  | Stensättning                |              | Laske-Vedum, Västergötland |       | 58.178941, 12.980205 | 10196600550001 | Ladda upp en bild av detta fornminne |
| Laske-Vedum 56:1  | Stensättning                |              | Laske-Vedum, Västergötland |       | 58.178864, 12.984015 | 10196600560001 | Ladda upp en bild av detta fornminne |
| Laske-Vedum 56:2  | Hällristning                |              | Laske-Vedum, Västergötland |       | 58.178793, 12.984092 | 10196600560002 | Ladda upp en bild av detta fornminne |
| Laske-Vedum 57:1  | Röse                        |              | Laske-Vedum, Västergötland |       | 58.179982, 12.996952 | 10196600570001 | Ladda upp en bild av detta fornminne |
| Laske-Vedum 66:1  | Stensättning                |              | Laske-Vedum, Västergötland |       | 58.171620, 12.957699 | 10196600660001 | Ladda upp en bild av detta fornminne |
| Laske-Vedum 111:1 | Stensättning                |              | Laske-Vedum, Västergötland |       | 58.177107, 12.966800 | 10196601110001 | Ladda upp en bild av detta fornminne |
| Laske-Vedum 111:2 | Stensättning                |              | Laske-Vedum, Västergötland |       | 58.176989, 12.966838 | 10196601110002 | Ladda upp en bild av detta fornminne |
| Laske-Vedum 111:3 | Stensättning                |              | Laske-Vedum, Västergötland |       | 58.176828, 12.967652 | 10196601110003 | Ladda upp en bild av detta fornminne |

## Levene
| Namn                       | Lämningstyp             | Tillkomsttid | Historisk indelning   | Plats | Läge                 | ID-nr          | Bild                                      |
| -------------------------- | ----------------------- | ------------ | --------------------- | ----- | -------------------- | -------------- | ----------------------------------------- |
| Levene 5:1                 | Stensättning            |              | Levene, Västergötland |       | 58.335136, 12.936541 | 10197200050001 | Ladda upp en bild av detta fornminne      |
| Levene 6:1                 | Stensättning            |              | Levene, Västergötland |       | 58.336261, 12.936898 | 10197200060001 | Ladda upp en bild av detta fornminne      |
| Levene 9:1                 | Begravningsplats        |              | Levene, Västergötland |       | 58.331212, 12.932019 | 10197200090001 | Ladda upp en bild av detta fornminne      |
| Levene äng (Levene 11:1)   | Gravfält                |              | Levene, Västergötland |       | 58.334157, 12.898476 | 10197200110001 | Ladda upp en till bild av detta fornminne |
| Levene äng (Levene 11:2)   | Stensättning            |              | Levene, Västergötland |       | 58.335864, 12.897840 | 10197200110002 | Ladda upp en bild av detta fornminne      |
| Levene 18:1                | Gravfält                |              | Levene, Västergötland |       | 58.345122, 12.894414 | 10197200180001 | Ladda upp en bild av detta fornminne      |
| Levene 19:1                | Gravfält                |              | Levene, Västergötland |       | 58.343925, 12.894819 | 10197200190001 | Ladda upp en bild av detta fornminne      |
| Levene 20:1                | Stensättning            |              | Levene, Västergötland |       | 58.345157, 12.897496 | 10197200200001 | Ladda upp en bild av detta fornminne      |
| Levene 23:1                | Stenkrets               |              | Levene, Västergötland |       | 58.353097, 12.875525 | 10197200230001 | Ladda upp en bild av detta fornminne      |
| Levene 25:1                | Stenkammargrav          |              | Levene, Västergötland |       | 58.353169, 12.870621 | 10197200250001 | Ladda upp en till bild av detta fornminne |
| Levene 25:2                | Hällristning            |              | Levene, Västergötland |       | 58.353294, 12.870585 | 10197200250002 | Ladda upp en bild av detta fornminne      |
| Levenestenen (Levene 29:1) | Runristning             |              | Levene, Västergötland |       | 58.329998, 12.903114 | 10197200290001 | Ladda upp en till bild av detta fornminne |
| Levene 42:1                | Stensättning            |              | Levene, Västergötland |       | 58.344997, 12.895608 | 10197200420001 | Ladda upp en bild av detta fornminne      |
| Levene 43:1                | Stensättning            |              | Levene, Västergötland |       | 58.345234, 12.898904 | 10197200430001 | Ladda upp en bild av detta fornminne      |
| Levene 43:2                | Stensättning            |              | Levene, Västergötland |       | 58.345491, 12.898964 | 10197200430002 | Ladda upp en bild av detta fornminne      |
| Levene 44:1                | Gravfält                |              | Levene, Västergötland |       | 58.335832, 12.890466 | 10197200440001 | Ladda upp en bild av detta fornminne      |
| Levene 77:1                | Gravfält                |              | Levene, Västergötland |       | 58.349240, 12.906549 | 10197200770001 | Ladda upp en bild av detta fornminne      |
| Ekebacken (Levene 100:1)   | Grav- och boplatsområde |              | Levene, Västergötland |       | 58.335815, 12.912246 | 10197201000001 | Ladda upp en bild av detta fornminne      |
| Levene 102:1               | Gravfält                |              | Levene, Västergötland |       | 58.338585, 12.897224 | 10197201020001 | Ladda upp en bild av detta fornminne      |
| Levene 102:3               | Hög                     |              | Levene, Västergötland |       | 58.337819, 12.897584 | 10197201020003 | Ladda upp en bild av detta fornminne      |
| Levene 103:1               | Gravfält                |              | Levene, Västergötland |       | 58.334311, 12.904560 | 10197201030001 | Ladda upp en bild av detta fornminne      |
| Levene 104:1               | Stensättning            |              | Levene, Västergötland |       | 58.336935, 12.910531 | 10197201040001 | Ladda upp en bild av detta fornminne      |
| Levene 104:2               | Stensättning            |              | Levene, Västergötland |       | 58.336864, 12.910841 | 10197201040002 | Ladda upp en bild av detta fornminne      |
| Levene 106:2               | Stensättning            |              | Levene, Västergötland |       | 58.334715, 12.912658 | 10197201060002 | Ladda upp en bild av detta fornminne      |
| Levene 106:3               | Stensättning            |              | Levene, Västergötland |       | 58.333975, 12.913165 | 10197201060003 | Ladda upp en bild av detta fornminne      |
| Levene 106:4               | Stensättning            |              | Levene, Västergötland |       | 58.333877, 12.913390 | 10197201060004 | Ladda upp en bild av detta fornminne      |

## Long
| Namn      | Lämningstyp                 | Tillkomsttid | Historisk indelning | Plats | Läge                 | ID-nr          | Bild                                 |
| --------- | --------------------------- | ------------ | ------------------- | ----- | -------------------- | -------------- | ------------------------------------ |
| Long 10:1 | Grav markerad av sten/block |              | Long, Västergötland |       | 58.284401, 12.957554 | 10197700100001 | Ladda upp en bild av detta fornminne |
| Long 10:2 | Grav markerad av sten/block |              | Long, Västergötland |       | 58.284324, 12.957367 | 10197700100002 | Ladda upp en bild av detta fornminne |
| Long 10:3 | Grav markerad av sten/block |              | Long, Västergötland |       | 58.284334, 12.957747 | 10197700100003 | Ladda upp en bild av detta fornminne |

## Längjum
| Namn                       | Lämningstyp  | Tillkomsttid | Historisk indelning    | Plats | Läge                 | ID-nr          | Bild                                 |
| -------------------------- | ------------ | ------------ | ---------------------- | ----- | -------------------- | -------------- | ------------------------------------ |
| Längjum 2:1                | Hög          |              | Längjum, Västergötland |       | 58.218823, 13.143229 | 10198200020001 | Ladda upp en bild av detta fornminne |
| Längjum 4:1                | Hög          |              | Längjum, Västergötland |       | 58.215590, 13.148049 | 10198200040001 | Ladda upp en bild av detta fornminne |
| Längjum 4:2                | Hög          |              | Längjum, Västergötland |       | 58.215474, 13.148268 | 10198200040002 | Ladda upp en bild av detta fornminne |
| Längjum 4:3                | Hög          |              | Längjum, Västergötland |       | 58.215257, 13.147721 | 10198200040003 | Ladda upp en bild av detta fornminne |
| Kiperhögen (Längjum 5:1)   | Hög          |              | Längjum, Västergötland |       | 58.205146, 13.101784 | 10198200050001 | Ladda upp en bild av detta fornminne |
| Ingridahögen (Längjum 6:1) | Hög          |              | Längjum, Västergötland |       | 58.209825, 13.123391 | 10198200060001 | Ladda upp en bild av detta fornminne |
| Längjum 7:1                | Stensättning |              | Längjum, Västergötland |       | 58.211286, 13.120510 | 10198200070001 | Ladda upp en bild av detta fornminne |
| Grinms hög (Längjum 8:1)   | Hög          |              | Längjum, Västergötland |       | 58.212875, 13.106147 | 10198200080001 | Ladda upp en bild av detta fornminne |
| Längjum 9:1                | Hög          |              | Längjum, Västergötland |       | 58.212699, 13.105390 | 10198200090001 | Ladda upp en bild av detta fornminne |
| Längjum 13:1               | Hög          |              | Längjum, Västergötland |       | 58.217713, 13.044106 | 10198200130001 | Ladda upp en bild av detta fornminne |
| Längjum 15:1               | Hög          |              | Längjum, Västergötland |       | 58.214292, 13.149890 | 10198200150001 | Ladda upp en bild av detta fornminne |
| Längjum 16:1               | Hög          |              | Längjum, Västergötland |       | 58.211200, 13.153242 | 10198200160001 | Ladda upp en bild av detta fornminne |
| Längjum 16:2               | Hög          |              | Längjum, Västergötland |       | 58.211052, 13.154062 | 10198200160002 | Ladda upp en bild av detta fornminne |
| Längjum 17:1               | Hög          |              | Längjum, Västergötland |       | 58.210167, 13.153669 | 10198200170001 | Ladda upp en bild av detta fornminne |
| Längjum 18:1               | Hög          |              | Längjum, Västergötland |       | 58.210591, 13.156598 | 10198200180001 | Ladda upp en bild av detta fornminne |
| Längjum 18:2               | Hög          |              | Längjum, Västergötland |       | 58.210429, 13.156776 | 10198200180002 | Ladda upp en bild av detta fornminne |
| Längjum 63:1               | Hög          |              | Längjum, Västergötland |       | 58.218902, 13.092353 | 10198200630001 | Ladda upp en bild av detta fornminne |
| Längjum 64:1               | Hög          |              | Längjum, Västergötland |       | 58.212574, 13.075131 | 10198200640001 | Ladda upp en bild av detta fornminne |

## Naum
| Namn     | Lämningstyp      | Tillkomsttid | Historisk indelning | Plats | Läge                 | ID-nr          | Bild                                 |
| -------- | ---------------- | ------------ | ------------------- | ----- | -------------------- | -------------- | ------------------------------------ |
| Naum 6:1 | Begravningsplats |              | Naum, Västergötland |       | 58.227722, 12.944990 | 10199400060001 | Ladda upp en bild av detta fornminne |

## Norra Vånga
| Namn                                         | Lämningstyp                 | Tillkomsttid | Historisk indelning        | Plats | Läge                 | ID-nr          | Bild                                      |
| -------------------------------------------- | --------------------------- | ------------ | -------------------------- | ----- | -------------------- | -------------- | ----------------------------------------- |
| Norra Vånga 1:1                              | Runristning                 |              | Norra Vånga, Västergötland |       | 58.275218, 13.271835 | 10200100010001 | Ladda upp en bild av detta fornminne      |
| Lumbers hög (Norra Vånga 3:1)                | Hög                         |              | Norra Vånga, Västergötland |       | 58.276694, 13.276629 | 10200100030001 | Ladda upp en till bild av detta fornminne |
| Lusse hög el Lurs hög (Norra Vånga 4:1)      | Hög                         |              | Norra Vånga, Västergötland |       | 58.276055, 13.278975 | 10200100040001 | Ladda upp en bild av detta fornminne      |
| Norra Vånga 8:1                              | Hällristning                |              | Norra Vånga, Västergötland |       | 58.282746, 13.262835 | 10200100080001 | Ladda upp en bild av detta fornminne      |
| Norra Vånga 9:1                              | Hög                         |              | Norra Vånga, Västergötland |       | 58.279889, 13.281003 | 10200100090001 | Ladda upp en bild av detta fornminne      |
| Norra Vånga 9:2                              | Hällristning                |              | Norra Vånga, Västergötland |       | 58.280006, 13.280754 | 10200100090002 | Ladda upp en bild av detta fornminne      |
| Norra Vånga 13:1                             | Stensättning                |              | Norra Vånga, Västergötland |       | 58.281535, 13.282419 | 10200100130001 | Ladda upp en bild av detta fornminne      |
| Norra Vånga 13:2                             | Stensättning                |              | Norra Vånga, Västergötland |       | 58.281383, 13.283040 | 10200100130002 | Ladda upp en bild av detta fornminne      |
| Norra Vånga 15:1                             | Stensättning                |              | Norra Vånga, Västergötland |       | 58.265795, 13.274194 | 10200100150001 | Ladda upp en bild av detta fornminne      |
| Norra Vånga 16:1                             | Gravfält                    |              | Norra Vånga, Västergötland |       | 58.265394, 13.272577 | 10200100160001 | Ladda upp en bild av detta fornminne      |
| Norra Vånga 17:1                             | Stensättning                |              | Norra Vånga, Västergötland |       | 58.262664, 13.269929 | 10200100170001 | Ladda upp en bild av detta fornminne      |
| Norra Vånga 19:1                             | Stensättning                |              | Norra Vånga, Västergötland |       | 58.264360, 13.269484 | 10200100190001 | Ladda upp en bild av detta fornminne      |
| Norra Vånga 19:2                             | Stensättning                |              | Norra Vånga, Västergötland |       | 58.264084, 13.270043 | 10200100190002 | Ladda upp en bild av detta fornminne      |
| Norra Vånga 21:1                             | Gravfält                    |              | Norra Vånga, Västergötland |       | 58.264487, 13.266197 | 10200100210001 | Ladda upp en bild av detta fornminne      |
| Norra Vånga 22:1                             | Runristning                 |              | Norra Vånga, Västergötland |       | 58.266999, 13.270900 | 10200100220001 | Ladda upp en bild av detta fornminne      |
| Norra Vånga 25:1                             | Stensättning                |              | Norra Vånga, Västergötland |       | 58.287540, 13.275724 | 10200100250001 | Ladda upp en bild av detta fornminne      |
| Norra Vånga 25:2                             | Stensättning                |              | Norra Vånga, Västergötland |       | 58.287479, 13.275512 | 10200100250002 | Ladda upp en bild av detta fornminne      |
| Gubbens sten el Gubbasten (Norra Vånga 27:1) | Grav markerad av sten/block |              | Norra Vånga, Västergötland |       | 58.284183, 13.282083 | 10200100270001 | Ladda upp en bild av detta fornminne      |
| Norra Vånga 29:1                             | Stensättning                |              | Norra Vånga, Västergötland |       | 58.280221, 13.294491 | 10200100290001 | Ladda upp en bild av detta fornminne      |
| Norra Vånga 30:1                             | Gravfält                    |              | Norra Vånga, Västergötland |       | 58.280509, 13.292055 | 10200100300001 | Ladda upp en bild av detta fornminne      |
| Norra Vånga 36:1                             | Stensättning                |              | Norra Vånga, Västergötland |       | 58.286981, 13.274910 | 10200100360001 | Ladda upp en bild av detta fornminne      |
| Norra Vånga 36:2                             | Stensättning                |              | Norra Vånga, Västergötland |       | 58.286701, 13.275718 | 10200100360002 | Ladda upp en bild av detta fornminne      |
| Norra Vånga 36:3                             | Stensättning                |              | Norra Vånga, Västergötland |       | 58.286773, 13.276089 | 10200100360003 | Ladda upp en bild av detta fornminne      |
| Norra Vånga 38:1                             | Stensättning                |              | Norra Vånga, Västergötland |       | 58.247473, 13.253051 | 10200100380001 | Ladda upp en bild av detta fornminne      |
| Norra Vånga 44:1                             | Gravfält                    |              | Norra Vånga, Västergötland |       | 58.228437, 13.248784 | 10200100440001 | Ladda upp en bild av detta fornminne      |
| Norra Vånga 47:1                             | Gravfält                    |              | Norra Vånga, Västergötland |       | 58.246294, 13.239630 | 10200100470001 | Ladda upp en bild av detta fornminne      |
| Kung Ingemars gravhög (Norra Vånga 48:1)     | Hög                         |              | Norra Vånga, Västergötland |       | 58.238850, 13.252009 | 10200100480001 | Ladda upp en bild av detta fornminne      |
| Norra Vånga 49:1                             | Stensättning                |              | Norra Vånga, Västergötland |       | 58.241884, 13.250190 | 10200100490001 | Ladda upp en bild av detta fornminne      |
| Norra Vånga 54:1                             | Stensättning                |              | Norra Vånga, Västergötland |       | 58.248357, 13.220586 | 10200100540001 | Ladda upp en bild av detta fornminne      |
| Norra Vånga 54:2                             | Stensättning                |              | Norra Vånga, Västergötland |       | 58.248011, 13.220421 | 10200100540002 | Ladda upp en bild av detta fornminne      |
| Norra Vånga 54:3                             | Stensättning                |              | Norra Vånga, Västergötland |       | 58.247894, 13.220393 | 10200100540003 | Ladda upp en bild av detta fornminne      |
| Norra Vånga 54:4                             | Hög                         |              | Norra Vånga, Västergötland |       | 58.247749, 13.220690 | 10200100540004 | Ladda upp en bild av detta fornminne      |
| Norra Vånga 55:1                             | Gravfält                    |              | Norra Vånga, Västergötland |       | 58.246274, 13.217703 | 10200100550001 | Ladda upp en bild av detta fornminne      |
| Norra Vånga 56:1                             | Hög                         |              | Norra Vånga, Västergötland |       | 58.245690, 13.217283 | 10200100560001 | Ladda upp en bild av detta fornminne      |
| Norra Vånga 57:1                             | Hög                         |              | Norra Vånga, Västergötland |       | 58.247595, 13.222848 | 10200100570001 | Ladda upp en bild av detta fornminne      |
| Norra Vånga 57:2                             | Hög                         |              | Norra Vånga, Västergötland |       | 58.247756, 13.222884 | 10200100570002 | Ladda upp en bild av detta fornminne      |
| Norra Vånga 58:1                             | Stensättning                |              | Norra Vånga, Västergötland |       | 58.245802, 13.225850 | 10200100580001 | Ladda upp en bild av detta fornminne      |
| Norra Vånga 58:2                             | Stensättning                |              | Norra Vånga, Västergötland |       | 58.245665, 13.226051 | 10200100580002 | Ladda upp en bild av detta fornminne      |
| Norra Vånga 59:1                             | Stensättning                |              | Norra Vånga, Västergötland |       | 58.246697, 13.225043 | 10200100590001 | Ladda upp en bild av detta fornminne      |
| Norra Vånga 60:1                             | Stenkrets                   |              | Norra Vånga, Västergötland |       | 58.253635, 13.235097 | 10200100600001 | Ladda upp en bild av detta fornminne      |
| Norra Vånga 63:1                             | Gravfält                    |              | Norra Vånga, Västergötland |       | 58.252079, 13.235589 | 10200100630001 | Ladda upp en bild av detta fornminne      |
| Apelshögen (Norra Vånga 64:1)                | Hög                         |              | Norra Vånga, Västergötland |       | 58.251776, 13.221852 | 10200100640001 | Ladda upp en bild av detta fornminne      |
| Piggasten el Piggsten (Norra Vånga 65:1)     | Grav markerad av sten/block |              | Norra Vånga, Västergötland |       | 58.259032, 13.219019 | 10200100650001 | Ladda upp en bild av detta fornminne      |
| Piggasten el Piggsten (Norra Vånga 65:2)     | Stensättning                |              | Norra Vånga, Västergötland |       | 58.258965, 13.219570 | 10200100650002 | Ladda upp en bild av detta fornminne      |
| Skams kulle (Norra Vånga 66:1)               | Hög                         |              | Norra Vånga, Västergötland |       | 58.258010, 13.217478 | 10200100660001 | Ladda upp en bild av detta fornminne      |
| Norra Vånga 70:1                             | Stensättning                |              | Norra Vånga, Västergötland |       | 58.261689, 13.218466 | 10200100700001 | Ladda upp en bild av detta fornminne      |
| Norra Vånga 71:1                             | Stensättning                |              | Norra Vånga, Västergötland |       | 58.266225, 13.249041 | 10200100710001 | Ladda upp en bild av detta fornminne      |
| Norra Vånga 72:1                             | Gravfält                    |              | Norra Vånga, Västergötland |       | 58.266345, 13.234568 | 10200100720001 | Ladda upp en bild av detta fornminne      |
| Norra Vånga 72:2                             | Hög                         |              | Norra Vånga, Västergötland |       | 58.265568, 13.234895 | 10200100720002 | Ladda upp en bild av detta fornminne      |
| Norra Vånga 75:1                             | Stenkrets                   |              | Norra Vånga, Västergötland |       | 58.268124, 13.231135 | 10200100750001 | Ladda upp en bild av detta fornminne      |
| Norra Vånga 76:1                             | Stensättning                |              | Norra Vånga, Västergötland |       | 58.266568, 13.247621 | 10200100760001 | Ladda upp en bild av detta fornminne      |
| Norra Vånga 76:2                             | Stensättning                |              | Norra Vånga, Västergötland |       | 58.266801, 13.247409 | 10200100760002 | Ladda upp en bild av detta fornminne      |
| Norra Vånga 78:1                             | Stensättning                |              | Norra Vånga, Västergötland |       | 58.268109, 13.297458 | 10200100780001 | Ladda upp en bild av detta fornminne      |
| Norra Vånga 79:1                             | Stenkrets                   |              | Norra Vånga, Västergötland |       | 58.260568, 13.289642 | 10200100790001 | Ladda upp en bild av detta fornminne      |
| Norra Vånga 92:1                             | Hög                         |              | Norra Vånga, Västergötland |       | 58.258583, 13.264246 | 10200100920001 | Ladda upp en bild av detta fornminne      |
| Norra Vånga 93:1                             | Hällristning                |              | Norra Vånga, Västergötland |       | 58.245918, 13.230203 | 10200100930001 | Ladda upp en bild av detta fornminne      |
| Norra Vånga 108:1                            | Hällristning                |              | Norra Vånga, Västergötland |       | 58.288974, 13.282934 | 10200101080001 | Ladda upp en bild av detta fornminne      |
| Norra Vånga 164:1                            | Stensättning                |              | Norra Vånga, Västergötland |       | 58.248686, 13.250541 | 10200101640001 | Ladda upp en bild av detta fornminne      |
| Norra Vånga 167:1                            | Stenkrets                   |              | Norra Vånga, Västergötland |       | 58.285614, 13.284872 | 10200101670001 | Ladda upp en bild av detta fornminne      |
| Norra Vånga 177:1                            | Stensättning                |              | Norra Vånga, Västergötland |       | 58.245892, 13.239960 | 10200101770001 | Ladda upp en bild av detta fornminne      |
| Norra Vånga 177:2                            | Stensättning                |              | Norra Vånga, Västergötland |       | 58.245775, 13.240037 | 10200101770002 | Ladda upp en bild av detta fornminne      |
| Norra Vånga 177:3                            | Stensättning                |              | Norra Vånga, Västergötland |       | 58.245373, 13.240350 | 10200101770003 | Ladda upp en bild av detta fornminne      |
| Norra Vånga 183:1                            | Hällristning                |              | Norra Vånga, Västergötland |       | 58.283028, 13.309017 | 10200101830001 | Ladda upp en bild av detta fornminne      |

## Ryda
| Namn      | Lämningstyp                 | Tillkomsttid | Historisk indelning | Plats | Läge                 | ID-nr          | Bild                                      |
| --------- | --------------------------- | ------------ | ------------------- | ----- | -------------------- | -------------- | ----------------------------------------- |
| Ryda 8:1  | Runristning                 |              | Ryda, Västergötland |       | 58.286987, 12.883698 | 10201200080001 | Ladda upp en till bild av detta fornminne |
| Ryda 14:1 | Grav markerad av sten/block |              | Ryda, Västergötland |       | 58.277837, 12.851560 | 10201200140001 | Ladda upp en bild av detta fornminne      |
| Ryda 22:1 | Stenkammargrav              |              | Ryda, Västergötland |       | 58.281199, 12.825363 | 10201200220001 | Ladda upp en bild av detta fornminne      |

## Saleby
| Namn        | Lämningstyp  | Tillkomsttid | Historisk indelning   | Plats | Läge                 | ID-nr          | Bild                                 |
| ----------- | ------------ | ------------ | --------------------- | ----- | -------------------- | -------------- | ------------------------------------ |
| Saleby 10:1 | Stensättning |              | Saleby, Västergötland |       | 58.349757, 13.172865 | 10201600100001 | Ladda upp en bild av detta fornminne |
| Saleby 10:2 | Stensättning |              | Saleby, Västergötland |       | 58.349529, 13.172885 | 10201600100002 | Ladda upp en bild av detta fornminne |

## Skarstad
| Namn          | Lämningstyp      | Tillkomsttid | Historisk indelning     | Plats | Läge                 | ID-nr          | Bild                                 |
| ------------- | ---------------- | ------------ | ----------------------- | ----- | -------------------- | -------------- | ------------------------------------ |
| Skarstad 1:1  | Begravningsplats |              | Skarstad, Västergötland |       | 58.305561, 13.028576 | 10202400010001 | Ladda upp en bild av detta fornminne |
| Skarstad 10:1 | Hällristning     |              | Skarstad, Västergötland |       | 58.297987, 13.029219 | 10202400100001 | Ladda upp en bild av detta fornminne |
| Skarstad 10:2 | Hällristning     |              | Skarstad, Västergötland |       | 58.298071, 13.029966 | 10202400100002 | Ladda upp en bild av detta fornminne |

## Slädene
| Namn         | Lämningstyp  | Tillkomsttid | Historisk indelning    | Plats | Läge                 | ID-nr          | Bild                                      |
| ------------ | ------------ | ------------ | ---------------------- | ----- | -------------------- | -------------- | ----------------------------------------- |
| Slädene 1:1  | Stensättning |              | Slädene, Västergötland |       | 58.378677, 12.885890 | 10203100010001 | Ladda upp en bild av detta fornminne      |
| Slädene 3:1  | Stensättning |              | Slädene, Västergötland |       | 58.373803, 12.886204 | 10203100030001 | Ladda upp en bild av detta fornminne      |
| Slädene 4:1  | Gravfält     |              | Slädene, Västergötland |       | 58.364503, 12.889231 | 10203100040001 | Ladda upp en bild av detta fornminne      |
| Slädene 5:1  | Stensättning |              | Slädene, Västergötland |       | 58.360064, 12.868403 | 10203100050001 | Ladda upp en bild av detta fornminne      |
| Slädene 6:1  | Runristning  |              | Slädene, Västergötland |       | 58.372738, 12.883927 | 10203100060001 | Ladda upp en till bild av detta fornminne |
| Slädene 12:1 | Stenkrets    |              | Slädene, Västergötland |       | 58.354522, 12.871246 | 10203100120001 | Ladda upp en bild av detta fornminne      |
| Slädene 12:2 | Stensättning |              | Slädene, Västergötland |       | 58.354671, 12.871160 | 10203100120002 | Ladda upp en bild av detta fornminne      |
| Slädene 13:1 | Stenkrets    |              | Slädene, Västergötland |       | 58.354523, 12.872544 | 10203100130001 | Ladda upp en bild av detta fornminne      |
| Slädene 14:1 | Stensättning |              | Slädene, Västergötland |       | 58.374054, 12.891389 | 10203100140001 | Ladda upp en bild av detta fornminne      |

## Sparlösa
| Namn                           | Lämningstyp                 | Tillkomsttid | Historisk indelning     | Plats | Läge                 | ID-nr          | Bild                                      |
| ------------------------------ | --------------------------- | ------------ | ----------------------- | ----- | -------------------- | -------------- | ----------------------------------------- |
| Sparlösa 3:1                   | Stenkammargrav              |              | Sparlösa, Västergötland |       | 58.372182, 12.852242 | 10203500030001 | Ladda upp en bild av detta fornminne      |
| Håsten (?) (Sparlösa 4:1)      | Grav markerad av sten/block |              | Sparlösa, Västergötland |       | 58.365167, 12.830249 | 10203500040001 | Ladda upp en bild av detta fornminne      |
| Sparlösa 7:1                   | Grav markerad av sten/block |              | Sparlösa, Västergötland |       | 58.360613, 12.849356 | 10203500070001 | Ladda upp en bild av detta fornminne      |
| Sparlösa 9:1                   | Stensättning                |              | Sparlösa, Västergötland |       | 58.369333, 12.855801 | 10203500090001 | Ladda upp en bild av detta fornminne      |
| Sparlösa 9:2                   | Stensättning                |              | Sparlösa, Västergötland |       | 58.369163, 12.856124 | 10203500090002 | Ladda upp en bild av detta fornminne      |
| Sparlösa 10:1                  | Stensättning                |              | Sparlösa, Västergötland |       | 58.368879, 12.856303 | 10203500100001 | Ladda upp en bild av detta fornminne      |
| Sparlösa 10:2                  | Stensättning                |              | Sparlösa, Västergötland |       | 58.368821, 12.856578 | 10203500100002 | Ladda upp en bild av detta fornminne      |
| Sparlösa 11:1                  | Stensättning                |              | Sparlösa, Västergötland |       | 58.368453, 12.857169 | 10203500110001 | Ladda upp en bild av detta fornminne      |
| Sparlösastenen (Sparlösa 13:1) | Runristning                 |              | Sparlösa, Västergötland |       | 58.347032, 12.838698 | 10203500130001 | Ladda upp en till bild av detta fornminne |
| Sparlösa 14:1                  | Grav markerad av sten/block |              | Sparlösa, Västergötland |       | 58.345127, 12.838054 | 10203500140001 | Ladda upp en bild av detta fornminne      |
| Sparlösa 23:1                  | Hög                         |              | Sparlösa, Västergötland |       | 58.351858, 12.831314 | 10203500230001 | Ladda upp en bild av detta fornminne      |
| Sparlösa 26:1                  | Stenkrets                   |              | Sparlösa, Västergötland |       | 58.333981, 12.810664 | 10203500260001 | Ladda upp en bild av detta fornminne      |
| Sparlösa 28:1                  | Grav markerad av sten/block |              | Sparlösa, Västergötland |       | 58.338105, 12.833843 | 10203500280001 | Ladda upp en bild av detta fornminne      |
| Tokebacken (Sparlösa 30:1)     | Gravfält                    |              | Sparlösa, Västergötland |       | 58.330966, 12.827662 | 10203500300001 | Ladda upp en bild av detta fornminne      |
| Sparlösa 33:1                  | Stensättning                |              | Sparlösa, Västergötland |       | 58.360508, 12.805169 | 10203500330001 | Ladda upp en bild av detta fornminne      |
| Sparlösa 33:2                  | Grav markerad av sten/block |              | Sparlösa, Västergötland |       | 58.360432, 12.805449 | 10203500330002 | Ladda upp en bild av detta fornminne      |
| Sparlösa 36:1                  | Hällristning                |              | Sparlösa, Västergötland |       | 58.341658, 12.858490 | 10203500360001 | Ladda upp en bild av detta fornminne      |
| Sparlösa 42:1                  | Stensättning                |              | Sparlösa, Västergötland |       | 58.340031, 12.861276 | 10203500420001 | Ladda upp en bild av detta fornminne      |
| Sparlösa 42:2                  | Stensättning                |              | Sparlösa, Västergötland |       | 58.340134, 12.861174 | 10203500420002 | Ladda upp en bild av detta fornminne      |
| Sparlösa 42:3                  | Stensättning                |              | Sparlösa, Västergötland |       | 58.340079, 12.861460 | 10203500420003 | Ladda upp en bild av detta fornminne      |
| Sparlösa 47:1                  | Stensättning                |              | Sparlösa, Västergötland |       | 58.330074, 12.831611 | 10203500470001 | Ladda upp en bild av detta fornminne      |
| Sparlösa 49:1                  | Gravfält                    |              | Sparlösa, Västergötland |       | 58.340801, 12.858139 | 10203500490001 | Ladda upp en bild av detta fornminne      |
| Sparlösa 50:1                  | Röse                        |              | Sparlösa, Västergötland |       | 58.338155, 12.854818 | 10203500500001 | Ladda upp en bild av detta fornminne      |
| Sparlösa 56:1                  | Stensättning                |              | Sparlösa, Västergötland |       | 58.370193, 12.854698 | 10203500560001 | Ladda upp en bild av detta fornminne      |
| Sparlösa 56:2                  | Stensättning                |              | Sparlösa, Västergötland |       | 58.370083, 12.854845 | 10203500560002 | Ladda upp en bild av detta fornminne      |
| Sparlösa 56:3                  | Stensättning                |              | Sparlösa, Västergötland |       | 58.369846, 12.855208 | 10203500560003 | Ladda upp en bild av detta fornminne      |
| Byhögen (Sparlösa 57:1)        | Hög                         |              | Sparlösa, Västergötland |       | 58.358003, 12.827073 | 10203500570001 | Ladda upp en bild av detta fornminne      |
| Sparlösa 59:1                  | Hög                         |              | Sparlösa, Västergötland |       | 58.349251, 12.834219 | 10203500590001 | Ladda upp en bild av detta fornminne      |
| Sparlösa 60:1                  | Stensättning                |              | Sparlösa, Västergötland |       | 58.325647, 12.827653 | 10203500600001 | Ladda upp en bild av detta fornminne      |
| Hunnekulla (Sparlösa 61:1)     | Gravfält                    |              | Sparlösa, Västergötland |       | 58.321524, 12.819722 | 10203500610001 | Ladda upp en bild av detta fornminne      |
| Sparlösa 63:1                  | Hög                         |              | Sparlösa, Västergötland |       | 58.340248, 12.856292 | 10203500630001 | Ladda upp en bild av detta fornminne      |
| Sparlösa 64:1                  | Hög                         |              | Sparlösa, Västergötland |       | 58.339606, 12.860509 | 10203500640001 | Ladda upp en bild av detta fornminne      |
| Sparlösa 64:2                  | Hög                         |              | Sparlösa, Västergötland |       | 58.339710, 12.860525 | 10203500640002 | Ladda upp en bild av detta fornminne      |
| Sparlösa 64:3                  | Stensättning                |              | Sparlösa, Västergötland |       | 58.339805, 12.860317 | 10203500640003 | Ladda upp en bild av detta fornminne      |
| Sparlösa 65:1                  | Stensättning                |              | Sparlösa, Västergötland |       | 58.380053, 12.844496 | 10203500650001 | Ladda upp en bild av detta fornminne      |
| Sparlösa 65:2                  | Stensättning                |              | Sparlösa, Västergötland |       | 58.380268, 12.843914 | 10203500650002 | Ladda upp en bild av detta fornminne      |
| Sparlösa 65:3                  | Stensättning                |              | Sparlösa, Västergötland |       | 58.380465, 12.843583 | 10203500650003 | Ladda upp en bild av detta fornminne      |
| Sparlösa 65:4                  | Stensättning                |              | Sparlösa, Västergötland |       | 58.380912, 12.843206 | 10203500650004 | Ladda upp en bild av detta fornminne      |
| Sparlösa 76                    | Stensättning                |              | Sparlösa, Västergötland |       | 58.372497, 12.851067 | 12000000030436 | Ladda upp en bild av detta fornminne      |
| Sparlösa 77                    | Stensättning                |              | Sparlösa, Västergötland |       | 58.372762, 12.850644 | 12000000030437 | Ladda upp en bild av detta fornminne      |
| Sparlösa 85                    | Stensättning                |              | Sparlösa, Västergötland |       | 58.356985, 12.852600 | 12000000046484 | Ladda upp en bild av detta fornminne      |
| Sparlösa 101                   | Stensättning                |              | Sparlösa, Västergötland |       | 58.374068, 12.849503 | 12000000053566 | Ladda upp en bild av detta fornminne      |
| Sparlösa 103                   | Stensättning                |              | Sparlösa, Västergötland |       | 58.373451, 12.849572 | 12000000053568 | Ladda upp en bild av detta fornminne      |

## Södra Kedum
| Namn                       | Lämningstyp                 | Tillkomsttid | Historisk indelning        | Plats | Läge                 | ID-nr          | Bild                                      |
| -------------------------- | --------------------------- | ------------ | -------------------------- | ----- | -------------------- | -------------- | ----------------------------------------- |
| Högesten (Södra Kedum 1:1) | Grav markerad av sten/block |              | Södra Kedum, Västergötland |       | 58.250277, 12.878683 | 10204900010001 | Ladda upp en bild av detta fornminne      |
| Södra Kedum 3:1            | Stensättning                |              | Södra Kedum, Västergötland |       | 58.217300, 12.851953 | 10204900030001 | Ladda upp en bild av detta fornminne      |
| Södra Kedum 4:1            | Stensättning                |              | Södra Kedum, Västergötland |       | 58.218446, 12.854357 | 10204900040001 | Ladda upp en bild av detta fornminne      |
| Södra Kedum 5:1            | Grav markerad av sten/block |              | Södra Kedum, Västergötland |       | 58.229719, 12.863105 | 10204900050001 | Ladda upp en bild av detta fornminne      |
| Södra Kedum 12:1           | Runristning                 |              | Södra Kedum, Västergötland |       | 58.239544, 12.873539 | 10204900120001 | Ladda upp en till bild av detta fornminne |
| Södra Kedum 12:2           | Grav markerad av sten/block |              | Södra Kedum, Västergötland |       | 58.239407, 12.873583 | 10204900120002 | Ladda upp en bild av detta fornminne      |
| Södra Kedum 16:1           | Stensättning                |              | Södra Kedum, Västergötland |       | 58.241402, 12.879364 | 10204900160001 | Ladda upp en bild av detta fornminne      |

## Södra Lundby
| Namn                                | Lämningstyp                 | Tillkomsttid | Historisk indelning         | Plats | Läge                 | ID-nr          | Bild                                 |
| ----------------------------------- | --------------------------- | ------------ | --------------------------- | ----- | -------------------- | -------------- | ------------------------------------ |
| Södra Lundby 1:1                    | Hög                         |              | Södra Lundby, Västergötland |       | 58.177552, 13.044341 | 10205100010001 | Ladda upp en bild av detta fornminne |
| Södra Lundby 2:1                    | Hög                         |              | Södra Lundby, Västergötland |       | 58.179196, 13.039532 | 10205100020001 | Ladda upp en bild av detta fornminne |
| Södra Lundby 2:2                    | Hög                         |              | Södra Lundby, Västergötland |       | 58.179306, 13.040392 | 10205100020002 | Ladda upp en bild av detta fornminne |
| Haralds kulle (Södra Lundby 3:1)    | Hög                         |              | Södra Lundby, Västergötland |       | 58.177616, 13.033804 | 10205100030001 | Ladda upp en bild av detta fornminne |
| Södra Lundby 4:1                    | Hög                         |              | Södra Lundby, Västergötland |       | 58.174969, 13.036378 | 10205100040001 | Ladda upp en bild av detta fornminne |
| Södra Lundby 4:2                    | Hög                         |              | Södra Lundby, Västergötland |       | 58.175024, 13.036708 | 10205100040002 | Ladda upp en bild av detta fornminne |
| Lilla Kyrkehögen (Södra Lundby 5:1) | Hög                         |              | Södra Lundby, Västergötland |       | 58.176449, 13.033381 | 10205100050001 | Ladda upp en bild av detta fornminne |
| Södra Lundby 6:1                    | Grav markerad av sten/block |              | Södra Lundby, Västergötland |       | 58.177403, 13.031785 | 10205100060001 | Ladda upp en bild av detta fornminne |
| Södra Lundby 8:1                    | Begravningsplats            |              | Södra Lundby, Västergötland |       | 58.178564, 13.036949 | 10205100080001 | Ladda upp en bild av detta fornminne |
| Södra Lundby 9:1                    | Stensättning                |              | Södra Lundby, Västergötland |       | 58.185776, 13.020140 | 10205100090001 | Ladda upp en bild av detta fornminne |
| Södra Lundby 9:2                    | Stensättning                |              | Södra Lundby, Västergötland |       | 58.185759, 13.019931 | 10205100090002 | Ladda upp en bild av detta fornminne |
| Södra Lundby 9:3                    | Röse                        |              | Södra Lundby, Västergötland |       | 58.185623, 13.019377 | 10205100090003 | Ladda upp en bild av detta fornminne |
| Södra Lundby 10:1                   | Hög                         |              | Södra Lundby, Västergötland |       | 58.179748, 13.013556 | 10205100100001 | Ladda upp en bild av detta fornminne |
| Södra Lundby 11:1                   | Röse                        |              | Södra Lundby, Västergötland |       | 58.183587, 13.013743 | 10205100110001 | Ladda upp en bild av detta fornminne |
| Södra Lundby 13:1                   | Gravfält                    |              | Södra Lundby, Västergötland |       | 58.191463, 13.019914 | 10205100130001 | Ladda upp en bild av detta fornminne |
| Södra Lundby 14:1                   | Stensättning                |              | Södra Lundby, Västergötland |       | 58.189078, 13.012065 | 10205100140001 | Ladda upp en bild av detta fornminne |
| Södra Lundby 15:1                   | Röse                        |              | Södra Lundby, Västergötland |       | 58.190689, 13.009841 | 10205100150001 | Ladda upp en bild av detta fornminne |
| Södra Lundby 17:1                   | Stensättning                |              | Södra Lundby, Västergötland |       | 58.190686, 13.004822 | 10205100170001 | Ladda upp en bild av detta fornminne |
| Södra Lundby 22:1                   | Stensättning                |              | Södra Lundby, Västergötland |       | 58.202734, 13.037438 | 10205100220001 | Ladda upp en bild av detta fornminne |
| Södra Lundby 23:1                   | Hög                         |              | Södra Lundby, Västergötland |       | 58.202509, 13.039540 | 10205100230001 | Ladda upp en bild av detta fornminne |
| Södra Lundby 25:1                   | Stensättning                |              | Södra Lundby, Västergötland |       | 58.197022, 13.044275 | 10205100250001 | Ladda upp en bild av detta fornminne |
| Räppes hög (Södra Lundby 27:1)      | Hög                         |              | Södra Lundby, Västergötland |       | 58.192264, 13.043174 | 10205100270001 | Ladda upp en bild av detta fornminne |
| Södra Lundby 35:1                   | Stensättning                |              | Södra Lundby, Västergötland |       | 58.186055, 13.017676 | 10205100350001 | Ladda upp en bild av detta fornminne |
| Södra Lundby 37:1                   | Stensättning                |              | Södra Lundby, Västergötland |       | 58.180394, 13.013313 | 10205100370001 | Ladda upp en bild av detta fornminne |
| Södra Lundby 39:1                   | Hög                         |              | Södra Lundby, Västergötland |       | 58.182281, 13.047783 | 10205100390001 | Ladda upp en bild av detta fornminne |
| Södra Lundby 52:1                   | Hällristning                |              | Södra Lundby, Västergötland |       | 58.204047, 13.035655 | 10205100520001 | Ladda upp en bild av detta fornminne |
| Södra Lundby 53:1                   | Stensättning                |              | Södra Lundby, Västergötland |       | 58.207198, 13.030428 | 10205100530001 | Ladda upp en bild av detta fornminne |
| Södra Lundby 53:2                   | Stensättning                |              | Södra Lundby, Västergötland |       | 58.207289, 13.030330 | 10205100530002 | Ladda upp en bild av detta fornminne |
| Södra Lundby 70:1                   | Stenkrets                   |              | Södra Lundby, Västergötland |       | 58.202825, 13.051300 | 10205100700001 | Ladda upp en bild av detta fornminne |
| Södra Lundby 71:1                   | Stensättning                |              | Södra Lundby, Västergötland |       | 58.194788, 13.022436 | 10205100710001 | Ladda upp en bild av detta fornminne |

## Tråvad
| Namn        | Lämningstyp  | Tillkomsttid | Historisk indelning   | Plats | Läge                 | ID-nr          | Bild                                 |
| ----------- | ------------ | ------------ | --------------------- | ----- | -------------------- | -------------- | ------------------------------------ |
| Tråvad 4:1  | Gravfält     |              | Tråvad, Västergötland |       | 58.255177, 13.076856 | 10206400040001 | Ladda upp en bild av detta fornminne |
| Tråvad 5:1  | Stenkrets    |              | Tråvad, Västergötland |       | 58.250044, 13.109472 | 10206400050001 | Ladda upp en bild av detta fornminne |
| Tråvad 5:2  | Hällristning |              | Tråvad, Västergötland |       | 58.250048, 13.109473 | 10206400050002 | Ladda upp en bild av detta fornminne |
| Tråvad 5:3  | Stenkrets    |              | Tråvad, Västergötland |       | 58.250206, 13.109605 | 10206400050003 | Ladda upp en bild av detta fornminne |
| Tråvad 6:1  | Stensättning |              | Tråvad, Västergötland |       | 58.259182, 13.123739 | 10206400060001 | Ladda upp en bild av detta fornminne |
| Tråvad 16:1 | Hög          |              | Tråvad, Västergötland |       | 58.249359, 13.117232 | 10206400160001 | Ladda upp en bild av detta fornminne |
| Tråvad 16:3 | Hög          |              | Tråvad, Västergötland |       | 58.249262, 13.116728 | 10206400160003 | Ladda upp en bild av detta fornminne |

## Västerbitterna
| Namn                               | Lämningstyp                 | Tillkomsttid | Historisk indelning           | Plats | Läge                 | ID-nr          | Bild                                      |
| ---------------------------------- | --------------------------- | ------------ | ----------------------------- | ----- | -------------------- | -------------- | ----------------------------------------- |
| Galgen (Västerbitterna 2:1)        | Röse                        |              | Västerbitterna, Västergötland |       | 58.117210, 13.002002 | 10209700020001 | Ladda upp en bild av detta fornminne      |
| Västerbitterna 3:1                 | Röse                        |              | Västerbitterna, Västergötland |       | 58.129649, 13.009676 | 10209700030001 | Ladda upp en bild av detta fornminne      |
| Västerbitterna 3:2                 | Röse                        |              | Västerbitterna, Västergötland |       | 58.129833, 13.009560 | 10209700030002 | Ladda upp en bild av detta fornminne      |
| Västerbitterna 5:1                 | Stenkammargrav              |              | Västerbitterna, Västergötland |       | 58.137682, 12.998521 | 10209700050001 | Ladda upp en bild av detta fornminne      |
| Västerbitterna 6:1                 | Stensättning                |              | Västerbitterna, Västergötland |       | 58.132083, 12.995547 | 10209700060001 | Ladda upp en bild av detta fornminne      |
| Käringaröset (Västerbitterna 8:1)  | Röse                        |              | Västerbitterna, Västergötland |       | 58.134235, 12.980732 | 10209700080001 | Ladda upp en bild av detta fornminne      |
| Karla högar (Västerbitterna 9:1)   | Gravfält                    |              | Västerbitterna, Västergötland |       | 58.133303, 12.980350 | 10209700090001 | Ladda upp en till bild av detta fornminne |
| Västerbitterna 12:1                | Stensättning                |              | Västerbitterna, Västergötland |       | 58.131301, 12.976970 | 10209700120001 | Ladda upp en bild av detta fornminne      |
| Ärjarekullen (Västerbitterna 13:1) | Hög                         |              | Västerbitterna, Västergötland |       | 58.131068, 12.974517 | 10209700130001 | Ladda upp en bild av detta fornminne      |
| Västerbitterna 14:1                | Hög                         |              | Västerbitterna, Västergötland |       | 58.123619, 12.998612 | 10209700140001 | Ladda upp en bild av detta fornminne      |
| Västerbitterna 15:1                | Gravfält                    |              | Västerbitterna, Västergötland |       | 58.131202, 12.970280 | 10209700150001 | Ladda upp en bild av detta fornminne      |
| Västerbitterna 16:1                | Stensättning                |              | Västerbitterna, Västergötland |       | 58.130230, 12.968071 | 10209700160001 | Ladda upp en bild av detta fornminne      |
| Västerbitterna 17:1                | Grav markerad av sten/block |              | Västerbitterna, Västergötland |       | 58.130698, 12.967518 | 10209700170001 | Ladda upp en bild av detta fornminne      |
| Västerbitterna 17:2                | Grav markerad av sten/block |              | Västerbitterna, Västergötland |       | 58.130641, 12.967411 | 10209700170002 | Ladda upp en bild av detta fornminne      |
| Västerbitterna 17:3                | Grav markerad av sten/block |              | Västerbitterna, Västergötland |       | 58.130942, 12.967575 | 10209700170003 | Ladda upp en bild av detta fornminne      |
| Högastenar (Västerbitterna 18:1)   | Grav markerad av sten/block |              | Västerbitterna, Västergötland |       | 58.129686, 12.961950 | 10209700180001 | Ladda upp en bild av detta fornminne      |
| Högastenar (Västerbitterna 18:2)   | Grav markerad av sten/block |              | Västerbitterna, Västergötland |       | 58.129597, 12.962003 | 10209700180002 | Ladda upp en bild av detta fornminne      |
| Högastenar (Västerbitterna 18:3)   | Grav markerad av sten/block |              | Västerbitterna, Västergötland |       | 58.129542, 12.961964 | 10209700180003 | Ladda upp en bild av detta fornminne      |
| Västerbitterna 25:1                | Grav markerad av sten/block |              | Västerbitterna, Västergötland |       | 58.129672, 12.945957 | 10209700250001 | Ladda upp en bild av detta fornminne      |
| Västerbitterna 26:1                | Stensättning                |              | Västerbitterna, Västergötland |       | 58.129586, 12.936570 | 10209700260001 | Ladda upp en bild av detta fornminne      |
| Västerbitterna 27:1                | Stenkammargrav              |              | Västerbitterna, Västergötland |       | 58.130206, 12.932724 | 10209700270001 | Ladda upp en bild av detta fornminne      |
| Västerbitterna 29:1                | Hög                         |              | Västerbitterna, Västergötland |       | 58.130063, 12.929414 | 10209700290001 | Ladda upp en bild av detta fornminne      |
| Västerbitterna 30:1                | Stensättning                |              | Västerbitterna, Västergötland |       | 58.131238, 12.930213 | 10209700300001 | Ladda upp en bild av detta fornminne      |
| Västerbitterna 30:2                | Stensättning                |              | Västerbitterna, Västergötland |       | 58.131326, 12.929856 | 10209700300002 | Ladda upp en bild av detta fornminne      |
| Västerbitterna 30:3                | Stensättning                |              | Västerbitterna, Västergötland |       | 58.131090, 12.929481 | 10209700300003 | Ladda upp en bild av detta fornminne      |
| Västerbitterna 31:1                | Hög                         |              | Västerbitterna, Västergötland |       | 58.132417, 12.926082 | 10209700310001 | Ladda upp en bild av detta fornminne      |
| Västerbitterna 32:1                | Grav markerad av sten/block |              | Västerbitterna, Västergötland |       | 58.132307, 12.922255 | 10209700320001 | Ladda upp en bild av detta fornminne      |
| Västerbitterna 33:1                | Stensättning                |              | Västerbitterna, Västergötland |       | 58.133769, 12.920313 | 10209700330001 | Ladda upp en bild av detta fornminne      |
| Virkels borg (Västerbitterna 34:1) | Fornborg                    |              | Västerbitterna, Västergötland |       | 58.131659, 12.921831 | 10209700340001 | Ladda upp en bild av detta fornminne      |
| Västerbitterna 34:2                | Stensättning                |              | Västerbitterna, Västergötland |       | 58.131945, 12.921528 | 10209700340002 | Ladda upp en bild av detta fornminne      |
| Västerbitterna 34:3                | Stensättning                |              | Västerbitterna, Västergötland |       | 58.131910, 12.921775 | 10209700340003 | Ladda upp en bild av detta fornminne      |
| Västerbitterna 34:4                | Stensättning                |              | Västerbitterna, Västergötland |       | 58.131935, 12.922316 | 10209700340004 | Ladda upp en bild av detta fornminne      |
| Västerbitterna 35:1                | Stensättning                |              | Västerbitterna, Västergötland |       | 58.137565, 12.922129 | 10209700350001 | Ladda upp en bild av detta fornminne      |
| Västerbitterna 36:1                | Hög                         |              | Västerbitterna, Västergötland |       | 58.142467, 12.984238 | 10209700360001 | Ladda upp en bild av detta fornminne      |
| Västerbitterna 36:2                | Hög                         |              | Västerbitterna, Västergötland |       | 58.142413, 12.984491 | 10209700360002 | Ladda upp en bild av detta fornminne      |
| Västerbitterna 37:1                | Gravfält                    |              | Västerbitterna, Västergötland |       | 58.141138, 12.982899 | 10209700370001 | Ladda upp en bild av detta fornminne      |
| Västerbitterna 41:1                | Stenkammargrav              |              | Västerbitterna, Västergötland |       | 58.143633, 12.955975 | 10209700410001 | Ladda upp en bild av detta fornminne      |
| Västerbitterna 42:1                | Stenkrets                   |              | Västerbitterna, Västergötland |       | 58.143289, 12.958080 | 10209700420001 | Ladda upp en bild av detta fornminne      |
| Västerbitterna 43:1                | Hög                         |              | Västerbitterna, Västergötland |       | 58.144378, 12.988283 | 10209700430001 | Ladda upp en bild av detta fornminne      |
| Västerbitterna 43:2                | Stensättning                |              | Västerbitterna, Västergötland |       | 58.144612, 12.987976 | 10209700430002 | Ladda upp en bild av detta fornminne      |
| Västerbitterna 45:1                | Grav markerad av sten/block |              | Västerbitterna, Västergötland |       | 58.148710, 12.974439 | 10209700450001 | Ladda upp en bild av detta fornminne      |
| Västerbitterna 46:1                | Stenkammargrav              |              | Västerbitterna, Västergötland |       | 58.149092, 12.973415 | 10209700460001 | Ladda upp en bild av detta fornminne      |
| Västerbitterna 76:1                | Stensättning                |              | Västerbitterna, Västergötland |       | 58.137622, 12.961808 | 10209700760001 | Ladda upp en bild av detta fornminne      |

## Önum
| Namn     | Lämningstyp  | Tillkomsttid | Historisk indelning | Plats | Läge                 | ID-nr          | Bild                                 |
| -------- | ------------ | ------------ | ------------------- | ----- | -------------------- | -------------- | ------------------------------------ |
| Önum 3:1 | Hög          |              | Önum, Västergötland |       | 58.221895, 13.013498 | 10210800030001 | Ladda upp en bild av detta fornminne |
| Önum 3:2 | Stensättning |              | Önum, Västergötland |       | 58.221956, 13.012989 | 10210800030002 | Ladda upp en bild av detta fornminne |
| Önum 3:3 | Stensättning |              | Önum, Västergötland |       | 58.221990, 13.012731 | 10210800030003 | Ladda upp en bild av detta fornminne |
| Önum 3:4 | Stensättning |              | Önum, Västergötland |       | 58.221842, 13.012420 | 10210800030004 | Ladda upp en bild av detta fornminne |
| Önum 4:1 | Hög          |              | Önum, Västergötland |       | 58.222829, 13.014865 | 10210800040001 | Ladda upp en bild av detta fornminne |
| Önum 5:1 | Hög          |              | Önum, Västergötland |       | 58.229149, 13.014234 | 10210800050001 | Ladda upp en bild av detta fornminne |

## Österbitterna
| Namn                                          | Lämningstyp                 | Tillkomsttid | Historisk indelning          | Plats | Läge                 | ID-nr          | Bild                                 |
| --------------------------------------------- | --------------------------- | ------------ | ---------------------------- | ----- | -------------------- | -------------- | ------------------------------------ |
| Österbitterna 1:1                             | Stensättning                |              | Österbitterna, Västergötland |       | 58.150999, 13.028060 | 10211000010001 | Ladda upp en bild av detta fornminne |
| Österbitterna 2:1                             | Stensättning                |              | Österbitterna, Västergötland |       | 58.150086, 13.030243 | 10211000020001 | Ladda upp en bild av detta fornminne |
| Österbitterna 3:1                             | Hällristning                |              | Österbitterna, Västergötland |       | 58.155879, 13.019920 | 10211000030001 | Ladda upp en bild av detta fornminne |
| Österbitterna 4:1                             | Hällristning                |              | Österbitterna, Västergötland |       | 58.156857, 13.022114 | 10211000040001 | Ladda upp en bild av detta fornminne |
| Österbitterna 5:1                             | Stenkammargrav              |              | Österbitterna, Västergötland |       | 58.156424, 13.024398 | 10211000050001 | Ladda upp en bild av detta fornminne |
| Österbitterna 6:1                             | Hällristning                |              | Österbitterna, Västergötland |       | 58.158799, 13.028432 | 10211000060001 | Ladda upp en bild av detta fornminne |
| Österbitterna 7:1                             | Stensättning                |              | Österbitterna, Västergötland |       | 58.156399, 13.014125 | 10211000070001 | Ladda upp en bild av detta fornminne |
| Österbitterna 9:1                             | Grav markerad av sten/block |              | Österbitterna, Västergötland |       | 58.152743, 13.007274 | 10211000090001 | Ladda upp en bild av detta fornminne |
| Österbitterna 10:1                            | Stensättning                |              | Österbitterna, Västergötland |       | 58.150157, 13.007179 | 10211000100001 | Ladda upp en bild av detta fornminne |
| Österbitterna 11:1                            | Grav markerad av sten/block |              | Österbitterna, Västergötland |       | 58.149875, 13.009460 | 10211000110001 | Ladda upp en bild av detta fornminne |
| Österbitterna 12:1                            | Grav markerad av sten/block |              | Österbitterna, Västergötland |       | 58.148311, 13.009211 | 10211000120001 | Ladda upp en bild av detta fornminne |
| Österbitterna 12:2                            | Grav markerad av sten/block |              | Österbitterna, Västergötland |       | 58.148220, 13.009264 | 10211000120002 | Ladda upp en bild av detta fornminne |
| Småkullen (Österbitterna 13:1)                | Hög                         |              | Österbitterna, Västergötland |       | 58.146893, 13.010111 | 10211000130001 | Ladda upp en bild av detta fornminne |
| Österbitterna 14:1                            | Runristning                 |              | Österbitterna, Västergötland |       | 58.146963, 13.014406 | 10211000140001 | Ladda upp en bild av detta fornminne |
| Österbitterna 15:1                            | Hällristning                |              | Österbitterna, Västergötland |       | 58.145043, 13.014564 | 10211000150001 | Ladda upp en bild av detta fornminne |
| Österbitterna 16:1                            | Hällristning                |              | Österbitterna, Västergötland |       | 58.142274, 13.023526 | 10211000160001 | Ladda upp en bild av detta fornminne |
| Österbitterna 19:1                            | Stensättning                |              | Österbitterna, Västergötland |       | 58.146283, 12.997691 | 10211000190001 | Ladda upp en bild av detta fornminne |
| Berget kallas Torsberget (Österbitterna 23:1) | Stensättning                |              | Österbitterna, Västergötland |       | 58.146527, 13.022785 | 10211000230001 | Ladda upp en bild av detta fornminne |
| Österbitterna 24:1                            | Hällristning                |              | Österbitterna, Västergötland |       | 58.142650, 13.029850 | 10211000240001 | Ladda upp en bild av detta fornminne |
| Österbitterna 25:1                            | Röse                        |              | Österbitterna, Västergötland |       | 58.143637, 13.030464 | 10211000250001 | Ladda upp en bild av detta fornminne |
| Österbitterna 26:1                            | Stensättning                |              | Österbitterna, Västergötland |       | 58.149412, 13.026057 | 10211000260001 | Ladda upp en bild av detta fornminne |
| Österbitterna 30:1                            | Stensättning                |              | Österbitterna, Västergötland |       | 58.146756, 13.045979 | 10211000300001 | Ladda upp en bild av detta fornminne |
| Österbitterna 31:1                            | Stensättning                |              | Österbitterna, Västergötland |       | 58.144214, 13.053416 | 10211000310001 | Ladda upp en bild av detta fornminne |
| Österbitterna 33:1                            | Stensättning                |              | Österbitterna, Västergötland |       | 58.146460, 13.056146 | 10211000330001 | Ladda upp en bild av detta fornminne |
| Österbitterna 36:1                            | Röse                        |              | Österbitterna, Västergötland |       | 58.155072, 13.064148 | 10211000360001 | Ladda upp en bild av detta fornminne |
| Österbitterna 37:1                            | Gravfält                    |              | Österbitterna, Västergötland |       | 58.154638, 13.062754 | 10211000370001 | Ladda upp en bild av detta fornminne |
| Österbitterna 38:1                            | Stensättning                |              | Österbitterna, Västergötland |       | 58.151321, 13.067254 | 10211000380001 | Ladda upp en bild av detta fornminne |
| Österbitterna 40:1                            | Stensättning                |              | Österbitterna, Västergötland |       | 58.140203, 13.057430 | 10211000400001 | Ladda upp en bild av detta fornminne |
| Österbitterna 40:2                            | Stensättning                |              | Österbitterna, Västergötland |       | 58.140075, 13.057554 | 10211000400002 | Ladda upp en bild av detta fornminne |
| Österbitterna 40:3                            | Stensättning                |              | Österbitterna, Västergötland |       | 58.140304, 13.057338 | 10211000400003 | Ladda upp en bild av detta fornminne |
| Österbitterna 41:1                            | Stensättning                |              | Österbitterna, Västergötland |       | 58.141122, 13.055641 | 10211000410001 | Ladda upp en bild av detta fornminne |
| Österbitterna 47:1                            | Stensättning                |              | Österbitterna, Västergötland |       | 58.121026, 13.022673 | 10211000470001 | Ladda upp en bild av detta fornminne |
| Österbitterna 47:2                            | Stensättning                |              | Österbitterna, Västergötland |       | 58.120902, 13.022675 | 10211000470002 | Ladda upp en bild av detta fornminne |
| Österbitterna 49:1                            | Hällristning                |              | Österbitterna, Västergötland |       | 58.151816, 12.999055 | 10211000490001 | Ladda upp en bild av detta fornminne |
| Österbitterna 56:1                            | Hällristning                |              | Österbitterna, Västergötland |       | 58.142355, 13.028075 | 10211000560001 | Ladda upp en bild av detta fornminne |
| Österbitterna 57:1                            | Hällristning                |              | Österbitterna, Västergötland |       | 58.140747, 13.031274 | 10211000570001 | Ladda upp en bild av detta fornminne |
| Österbitterna 66:1                            | Hällristning                |              | Österbitterna, Västergötland |       | 58.143461, 13.021213 | 10211000660001 | Ladda upp en bild av detta fornminne |
| Österbitterna 66:2                            | Hällristning                |              | Österbitterna, Västergötland |       | 58.143550, 13.021095 | 10211000660002 | Ladda upp en bild av detta fornminne |
| Österbitterna 67:1                            | Hällristning                |              | Österbitterna, Västergötland |       | 58.153604, 13.026590 | 10211000670001 | Ladda upp en bild av detta fornminne |
| Österbitterna 74:1                            | Stensättning                |              | Österbitterna, Västergötland |       | 58.149069, 13.083674 | 10211000740001 | Ladda upp en bild av detta fornminne |
| Österbitterna 78:1                            | Hällristning                |              | Österbitterna, Västergötland |       | 58.148608, 13.043417 | 10211000780001 | Ladda upp en bild av detta fornminne |
| Österbitterna 87:1                            | Hög                         |              | Österbitterna, Västergötland |       | 58.151259, 13.054962 | 10211000870001 | Ladda upp en bild av detta fornminne |

## Öttum
| Namn       | Lämningstyp  | Tillkomsttid | Historisk indelning  | Plats | Läge                 | ID-nr          | Bild                                 |
| ---------- | ------------ | ------------ | -------------------- | ----- | -------------------- | -------------- | ------------------------------------ |
| Öttum 1:1  | Stensättning |              | Öttum, Västergötland |       | 58.349652, 13.179077 | 10211400010001 | Ladda upp en bild av detta fornminne |
| Öttum 1:2  | Stensättning |              | Öttum, Västergötland |       | 58.349666, 13.178448 | 10211400010002 | Ladda upp en bild av detta fornminne |
| Öttum 10:1 | Stensättning |              | Öttum, Västergötland |       | 58.325325, 13.190258 | 10211400100001 | Ladda upp en bild av detta fornminne |
| Öttum 12:1 | Stenkrets    |              | Öttum, Västergötland |       | 58.340475, 13.215600 | 10211400120001 | Ladda upp en bild av detta fornminne |
| Öttum 12:3 | Stensättning |              | Öttum, Västergötland |       | 58.340528, 13.215900 | 10211400120003 | Ladda upp en bild av detta fornminne |
| Öttum 15:1 | Stensättning |              | Öttum, Västergötland |       | 58.316053, 13.226413 | 10211400150001 | Ladda upp en bild av detta fornminne |
| Öttum 17:1 | Stensättning |              | Öttum, Västergötland |       | 58.308664, 13.249524 | 10211400170001 | Ladda upp en bild av detta fornminne |
| Öttum 21:1 | Stensättning |              | Öttum, Västergötland |       | 58.316048, 13.224969 | 10211400210001 | Ladda upp en bild av detta fornminne |
| Öttum 21:2 | Stensättning |              | Öttum, Västergötland |       | 58.315988, 13.225240 | 10211400210002 | Ladda upp en bild av detta fornminne |
| Öttum 21:3 | Stensättning |              | Öttum, Västergötland |       | 58.315890, 13.225107 | 10211400210003 | Ladda upp en bild av detta fornminne |
| Öttum 21:4 | Stensättning |              | Öttum, Västergötland |       | 58.315960, 13.225604 | 10211400210004 | Ladda upp en bild av detta fornminne |
| Öttum 44:1 | Stensättning |              | Öttum, Västergötland |       | 58.305961, 13.240982 | 10211400440001 | Ladda upp en bild av detta fornminne |
| Öttum 48:1 | Hög          |              | Öttum, Västergötland |       | 58.342666, 13.227265 | 10211400480001 | Ladda upp en bild av detta fornminne |